# Romániai magyarok

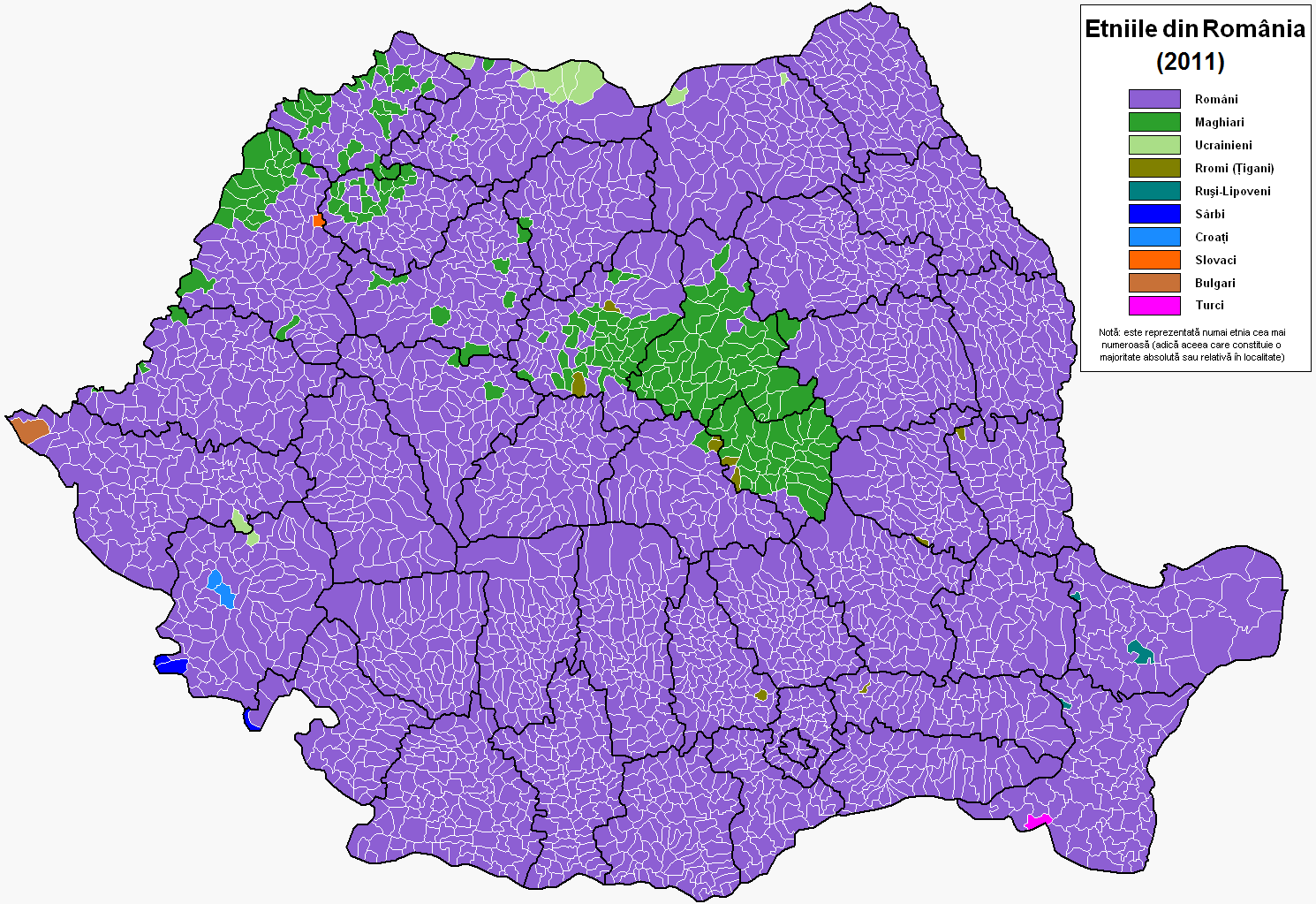
Románia 2011-es etnikai térképe (a magyar többségű területeket zöld szín jelöli)

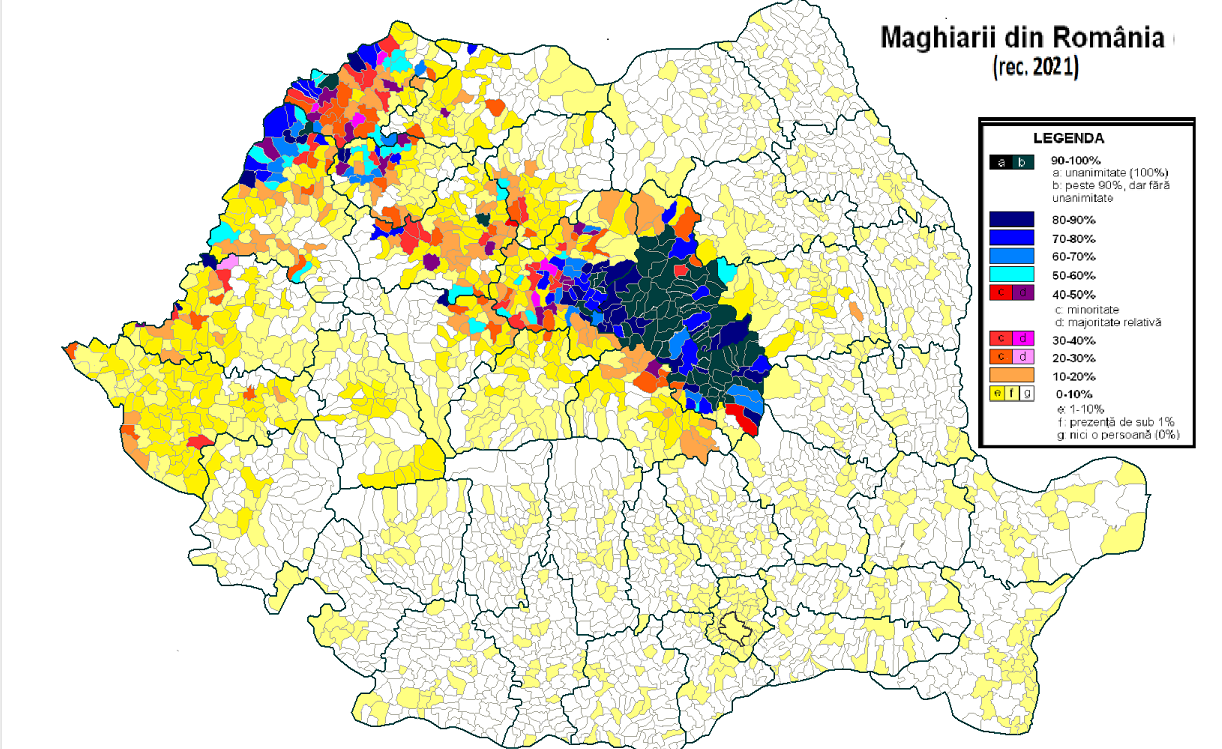
Romániai magyarok (2021)

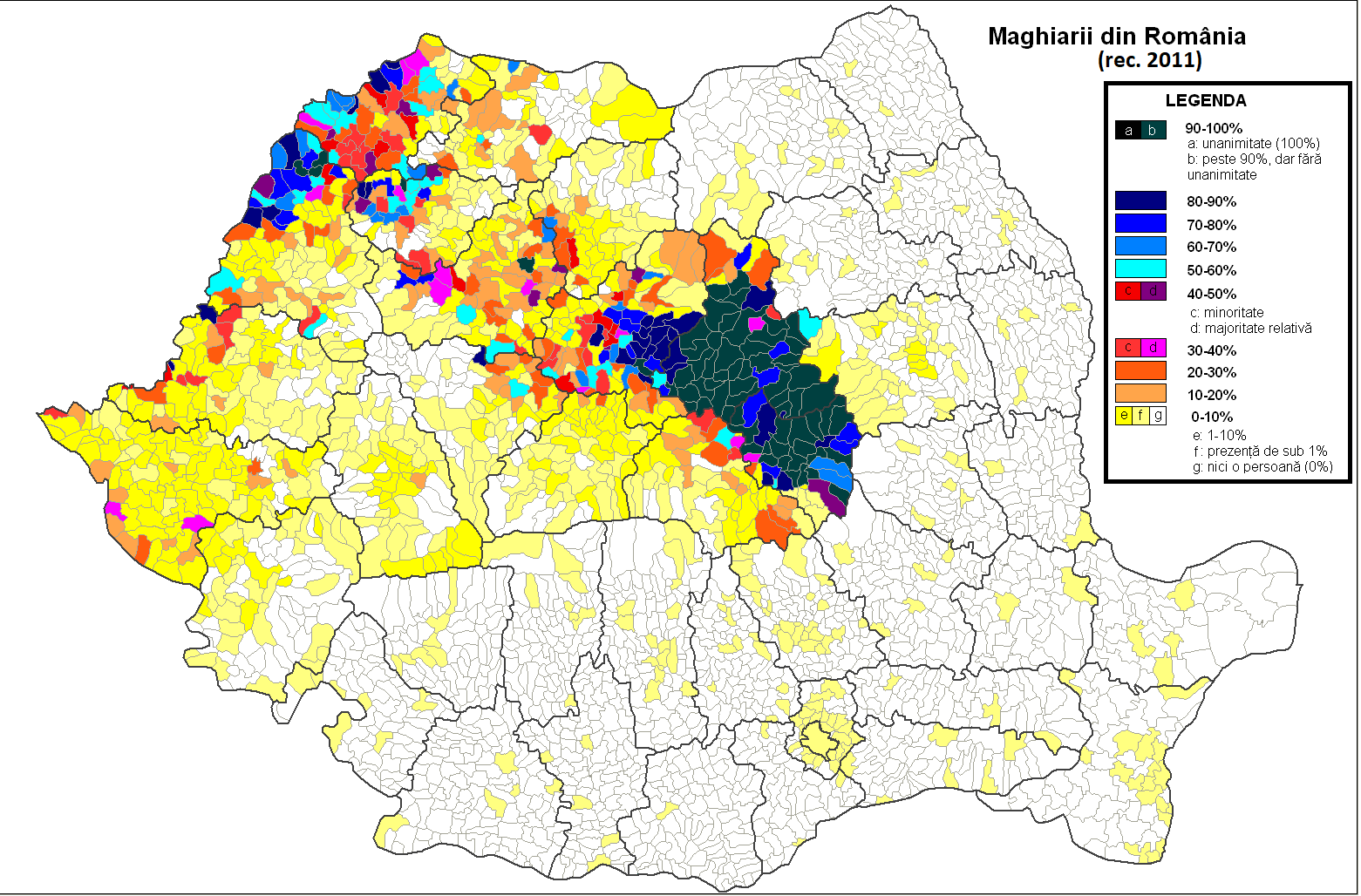
Maghiarii din Romania 2011

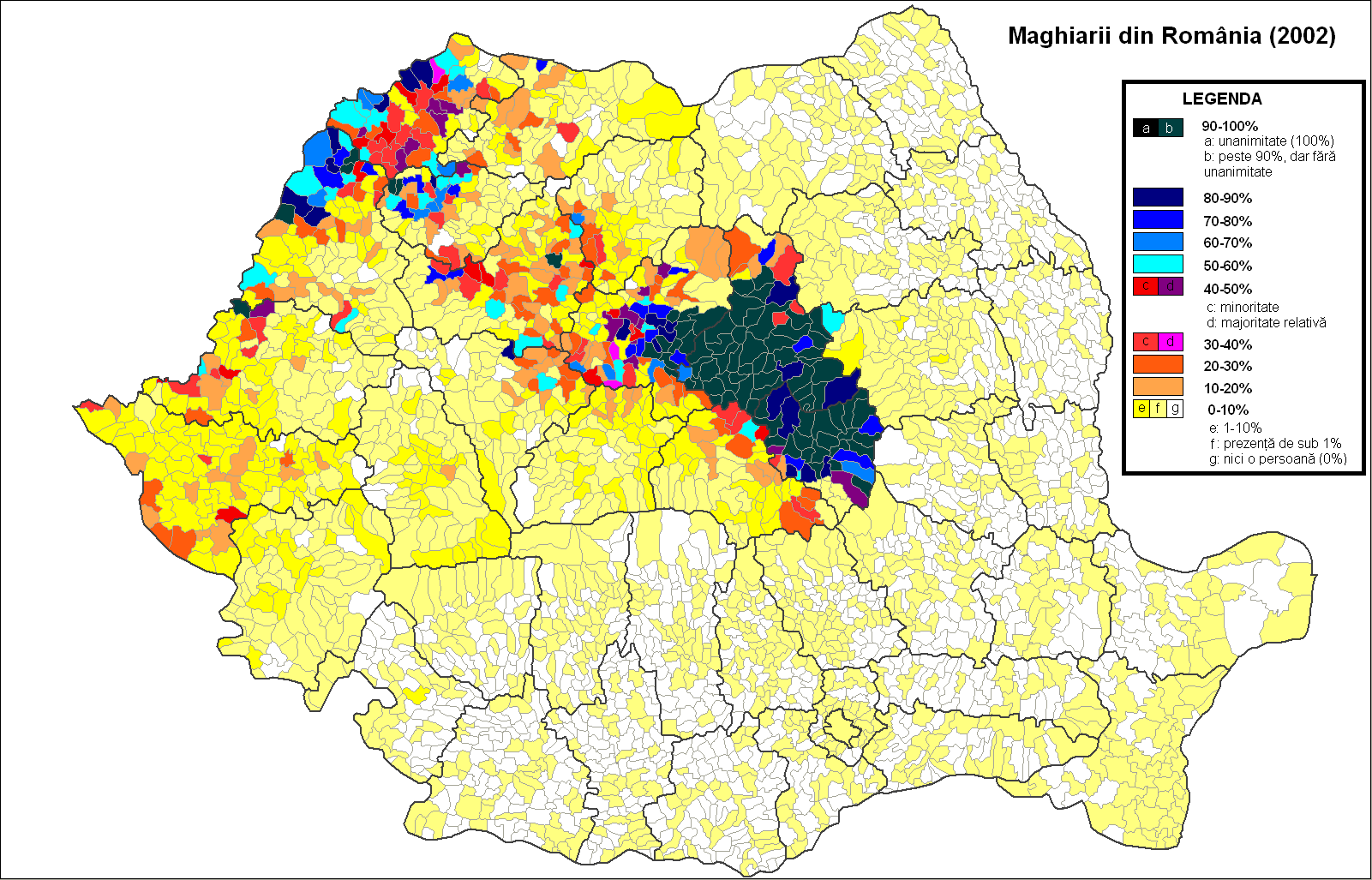
Romániai magyarok (2002)

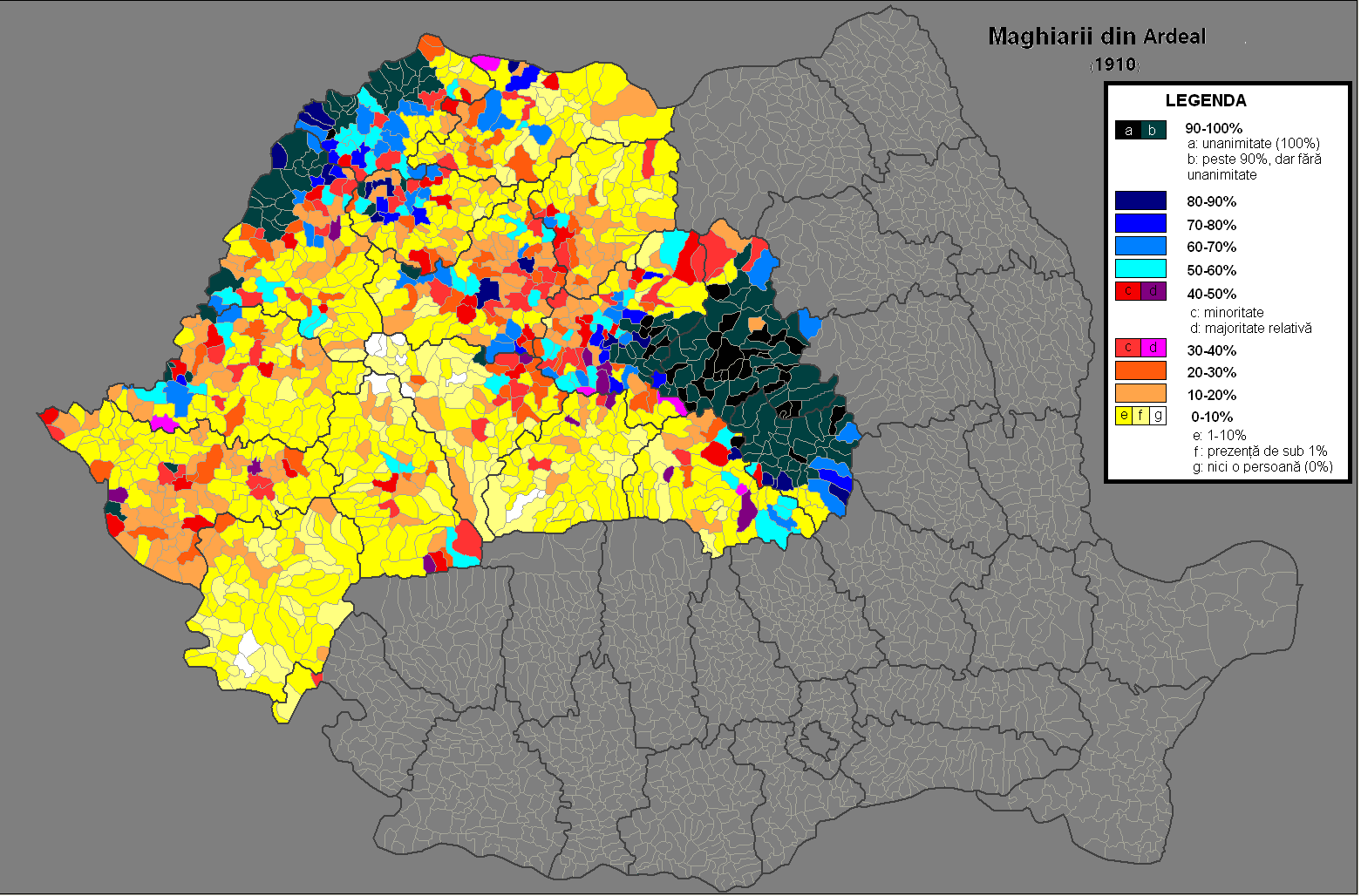
Erdélyi magyarság 1910

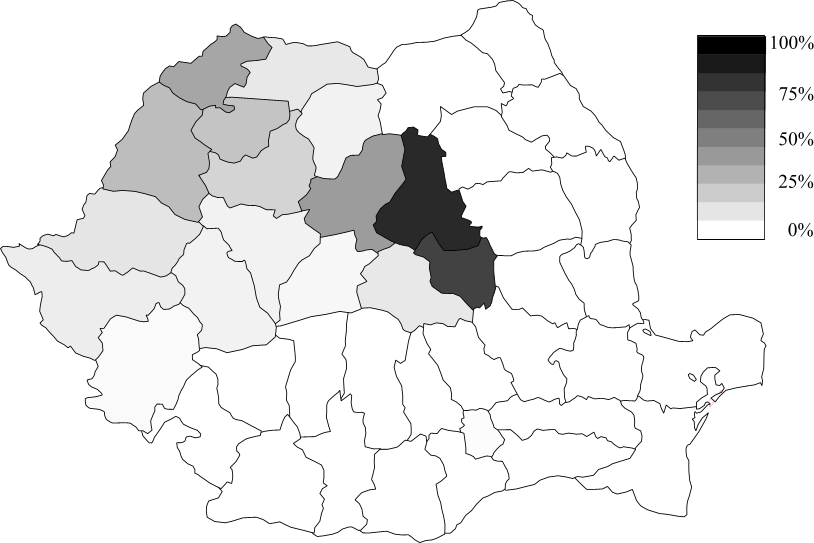
A magyar kisebbség százalékos aránya a teljes népesség körében Románia megyéiben

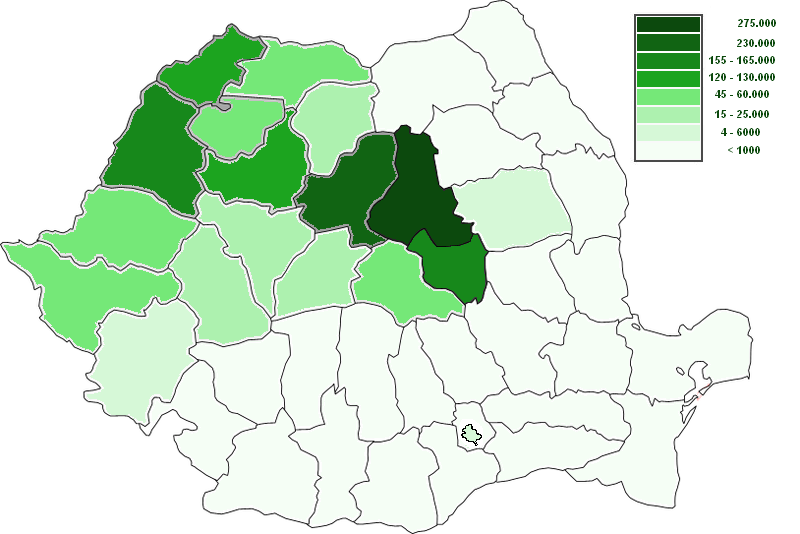
A magyar lakosság számbeli eloszlása Románia megyéiben

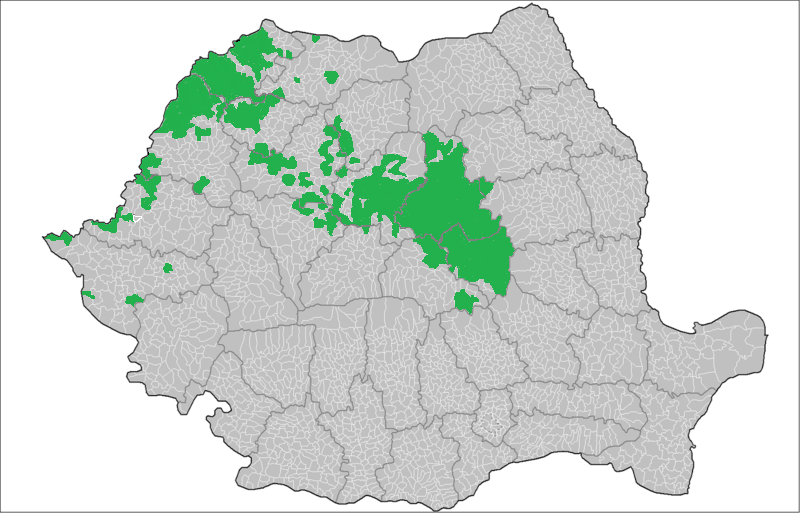
20% feletti magyar lakosságaránnyal rendelkező városok és községek Romániában, a 2011-es népszámlálás adatai szerint.

A romániai magyarok a kisebbségi magyarok legnagyobb csoportja, Románia legnagyobb lélekszámú nemzeti kisebbsége. A 2021-es népszámlálás szerint 1 002 151 fő.
A mai Erdély középső és nyugati részén (Erdélyi-medence, Partium, Bánság) élő magyarok mellett külön csoportot alkotnak a székelyek és a moldvai csángók:
- A székelyek Erdély keleti részén, Székelyföldön élő magyar népcsoport. Létszámuk körülbelül 700 ezer fő. Egyesek szerint feltehetően a hunok leszármazottai. Kultúrájukat és bizonyos mértékű különállásukat mind a mai napig megőrizték.
- A moldvai csángók a Moldvában élő magyar nyelvű népcsoport tagjai, akik vallási szempontból a moldvai katolikus lakosság részét alkotják. Számuk ma 62 ezer körülire tehető, ami a moldvai katolikusoknak mintegy egynegyede (25,8%-a).[2]

### Magyar múlt a történelmi Erdélyben 1918-ig

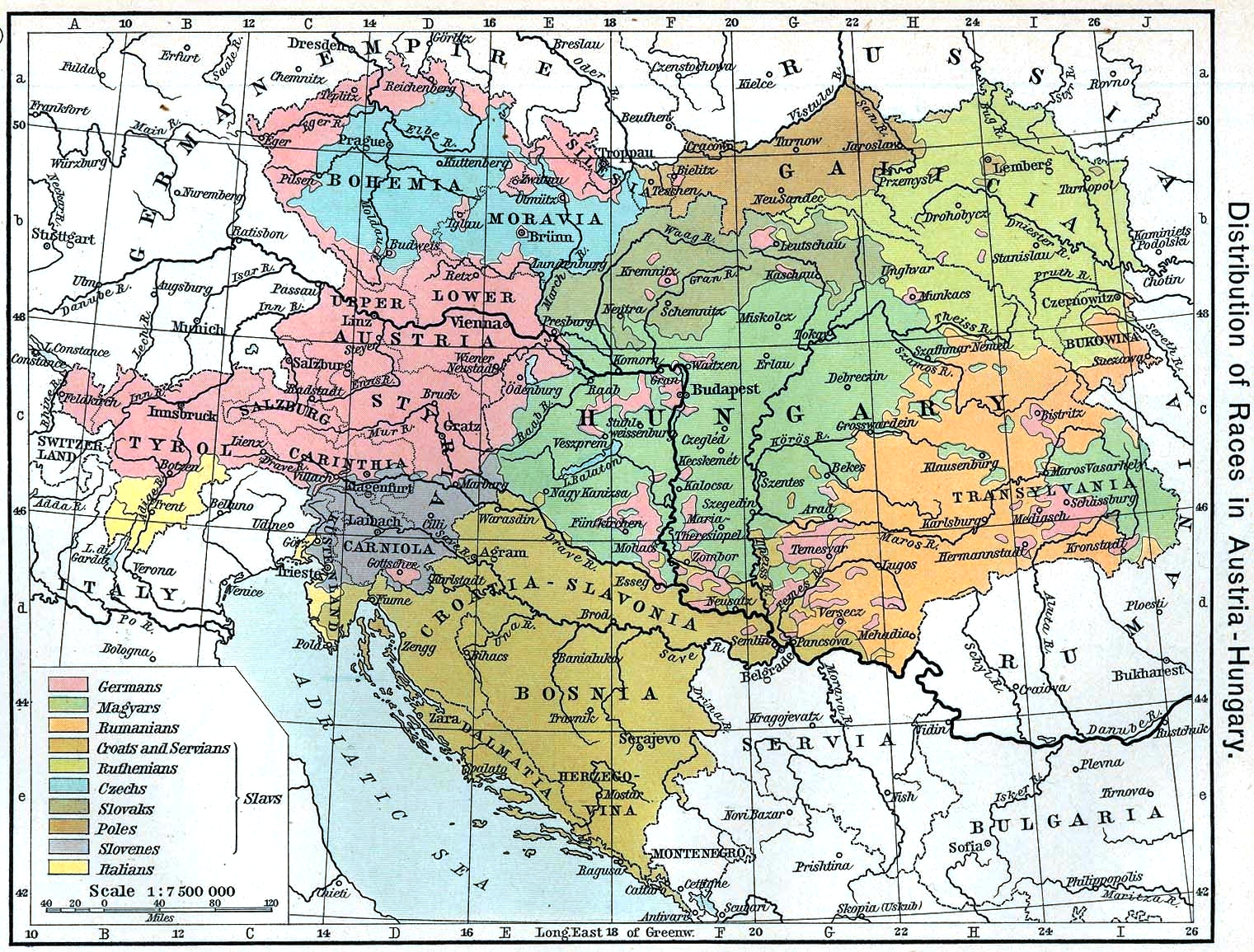
Nemzetiségek eloszlása az Osztrák–Magyar Monarchia területén.
Forrás: William R. Shepherd: Historical Atlas (1911)

## Történelem

### Erdélyi magyarok 1918-tól
A tágabban értelmezett Erdély (a történelmi Erdély, a Partium és a Kelet-Bánság) az 1920. június 4-én megkötött trianoni békeszerződés útján Romániához került. A román történészek álláspontja szerint a határváltozás jogi alapja az 1918. december 1-jén megtartott gyulafehérvári román nemzetgyűlés, amely az úgynevezett Gyulafehérvári Nyilatkozatban kimondta Erdély és egyéb területek egyesülését Romániával, habár ez a nyilatkozat közjogilag nem volt érvényes és joghatálya sem volt. 1920-tól kezdve Erdély és erdélyi magyarok alatt a Magyarországtól Romániához került egész területet (a mai értelemben vett Erdély), illetve annak teljes magyar lakosságát értjük.

#### A trianoni békeszerződés után
A Gyulafehérvári Nyilatkozat széles körű jogok biztosítását ígérte az „együttélő népeknek”, azonban az 1923-as román alkotmány egységes nemzetállammá nyilvánította Romániát és nem szerzett érvényt a kilátásba helyezett kisebbségi jogoknak. Az egymást követő román kormányok ugyanakkor a trianoni szerződés előtt, az Antanttal (1919. december 9.) aláírt kisebbségi szerződést sem vették figyelembe, azt a román törvényhozás sohasem ratifikálta. Ez a szerződés a nem románok számára biztosította volna az általános jogegyenlőséget, a szabad nyelvhasználatot, valamint az anyanyelvi oktatást, sőt a magyarok és szászok számára kulturális autonómiát is kilátásba helyezett.
1918 után, egy államilag irányított folyamat részeként a Kárpátokon túlról érkező románok telepedtek le nagy számban. Ennek egyik oka, hogy sok (főleg értelmiségi, hivatalnoki) állás üresedett meg a magyarok anyaországba való áttelepülésével, és a román állam sem szívesen foglalkoztatott az új közigazgatásban magyarokat. Másrészt a térség gazdaságilag jobb helyzetben volt, mint Románia többi része, így magasabb életszínvonallal kecsegtetett az áttelepülés.
Az egymást követő román kormányok nemzetiségi politikája arra irányult, hogy megfossza a romániai magyarokat az anyagi hátterüktől és az intézményrendszerüktől, vagy – ha erre nem volt lehetőség – legalábbis korlátozza a magyar intézmények önkormányzati lehetőségeit, új román középosztály kinevelésével megpróbálta kiszorítani a magyarokat a közigazgatás minden szférájából. Az igazságtalanságok ellen fellépő magyar sérelmi politika szinte teljes egészében eredménytelen maradt. A magyar településneveket románosították, a hivatalokban megtiltották a magyar nyelv használatát. 1921-ben a magyar arisztokráciát megfosztották birtokaiktól, melyeket az elsősorban román parasztok között osztottak fel.
A népszámlálások szerint ekkor Erdélyben 1 662 000 magyar élt, azaz a teljes lakosság 32%-a.
1918 és 1922 között kb. 197 000 magyar hagyta el Romániát, a második világháború kitöréséig további 169 000. A menekültek elsősorban az arisztokraták, értelmiségiek valamint földművesek voltak. Legtöbbjük Magyarországon telepedett meg, de tengerentúlra is eljutottak.
Az 1921-es romániai földreform kedvezőtlenül érintette a magyarokat. A reform gazdaságilag elsősorban a magyar nagybirtokosokat sújtotta, de az egyházakat is kedvezőtlenül érintette (a magyar egyházaktól 314 000 holdnyi területet vettek el), sőt egyes székely falvak közösségi tulajdonait is állami kezelésbe vették. A magyarokat a gazdasági életben is diszkrimináció érte. Például a székely megyékben nagyobb adókat vetettek ki, mint a román többségű területeken; a magyar kisiparosok és kiskereskedők helyzetét nemcsak az adózással, de a hitelek megvonásával vagy éppen megszüntetésével is nehezítették; a magyar tulajdonban lévő bankok a Román Nemzeti Banktól nem kapták meg ugyanazt a támogatást, mint a többiek, s ezért a maguk részéről csak korlátozott hiteleket tudtak nyújtani.
A román nyelv hivatalossá tételét minden eszközzel szorgalmazták. A hely- és utcaneveket a magyar többségű helyeken sem volt szabad magyarul kiírni, sőt időnként a magyar nyelvű publikációkban sem, a kétnyelvű cégtáblákat megadóztatták, végül megszüntették. A bíróságokon 1921-től románul tárgyalták az ügyeket, a románul nem tudó ügyfelek tolmács útján beszélhettek. Minden hatósági beadványt az állam nyelvén kellett megfogalmazni. A nyilvános helyeken megjelentek a feliratok: Csak románul szabad beszélni. Megkezdődtek a román telepítések, különösen a nyugati határ mentén és a Székelyföldön – igaz, nagyobb etnikai változást nem eredményeztek. A székelyek elrománosítására külön kampány indult, nacionalista körök azt bizonygatták, hogy a székelyek tulajdonképpen elmagyarosodott románok, s most csak visszarománosításukról van szó. 1924-től kezdve a csaknem teljesen magyar anyanyelvű Székelyföld és a határ menti sáv vegyes anyanyelvű (helyenként szintén magyar többségű) lakosságának románosítását kívánták gyorsítani azzal, hogy e területek tíz megyéjében, a hivatalos indoklás szerint a román oktatás intenzívebbé tétele céljából, létrehozták az úgynevezett kultúrzónát, ahol az állami iskolákban óromániai tanítókat helyeztek el 50%-kal magasabb fizetéssel, amit 10 hektár letelepedési birtok egészített ki.
A magyar nyelvű oktatás 1919 után gyakorlatilag a felekezeti iskolákba szorult vissza, ezernél több magyar tannyelvű állami népiskola szűnt meg. A magyar tannyelvű állami iskolák, valamint a román iskolák magyar tagozatainak számát fokozatosan csökkentették. Az 1925-ben hozott úgynevezett magánoktatási törvény előírta, hogy nemcsak a román nyelvet, hanem a történelmet, a földrajzot, az alkotmánytant is románul kell tanítani az iskolákban. A líceumot végzetteknek román nyelven kellett érettségizni – olyan bizottságok előtt, melyek tagjait más iskolák román tanári karából nevezték ki –, ami azzal járt, hogy a vizsgázók többsége megbukott. Az oktatás helyzetén tovább rontott az 1930-as évek gazdasági világválsága, melynek következtében a tehetősek nagy része kénytelen volt tovább finanszírozni a szinte csak magán úton lehetséges magyar nyelvű közép- és felsőoktatást.
Az egyes tájékoztatási-művelődési szervek és intézmények működési lehetőségei is beszűkültek. A romániai magyar sajtó az 1920-as évek közepén kezdte visszanyerni az első években elvesztett lehetőségeit, és pótolta a cenzúra által évekig be nem engedett budapesti lapok hiányát. A kor ismertebb magyar lapjai az Ellenzék, Keleti Újság, Brassói Lapok, Aradi Közlöny voltak. A művészeti intézmények körében nagy jelentőséggel bírt a kolozsvári magyar színház, ahol számos erdélyi magyar író művét bemutatták.
A magyar tudományos élet szűk keretek közé szorult, intézményei alig voltak. Nem volt modern főiskola, az Erdélyi Múzeum-Egyesület tevékenységét korlátozták. Utóbbi főleg a tudományok eredményeinek ismertetésével foglalkozott, és történeti témák, köztük a román–magyar közös múlt feltárását ösztönözte (Bitay Árpád, György Lajos, Kelemen Lajos, Kristóf György stb.).
1921-ben megalakult két magyar párt: a Magyar Néppárt (melyet Kós Károly alapított Bánffyhunyadon) és a Magyar Nemzeti Párt. A korábbi pártalapítási kísérletek után, 1922 végén került sor egy időtálló és az egész romániai magyar kisebbséget összefogó párt, az Országos Magyar Párt létrehozására. A párt 1923-ban választási egyezményt kötött az Octavian Goga és Alexandru Averescu vezette román Néppárttal (Partidul Poporului), melyben megállapodtak, hogy azon településeken, ahol a magyar lakosság aránya meghaladja a 25%-ot az egyházak számára bizonyos fokú autonómiát, a felekezeti iskoláknak nyilvánossági jogot, más magyar nyelvű kulturális intézmények működésének megkönnyítését, az anyanyelv széles körű használatát biztosítják. A magyar párt azonban 1926-ban a politikailag erősebbnek tűnő Liberális Párthoz pártolt át és kötött hasonló egyezményt, hamarosan azonban ismét visszakanyarodott a néppárti szövetséghez, majd a német kisebbséggel, aztán újból a liberálisokkal kísérletezett. Ezek az egyezkedések a kis pártokat sújtó választási rendszer ellenére is biztosították néhány magyar parlamenti képviselő megválasztását, de az ígéreteket a kormányok nem váltották be, a paktumpolitika a gyakorlatban tehát nem sokat javított a magyarok helyzetén.
Az 1930-as népszámlálás szerint Erdélyben 1 480 712 fő vallotta magát magyar anyanyelvűnek. A magyarok majdnem fele Székelyföldön, mintegy negyedrésze Erdély egyéb területein és nagyjából szintén negyede a nyugati határ mentén élt.
Aktív tevékenységet fejtettek ki az erdélyi magyar kommunisták, akiket viszont jelentősen befolyásolt a Román Kommunista Párt. 1934-ben a román kommunisták közbenjárásával Magyar Párt ellenzékéből jött létre a Magyar Dolgozók Szövetsége (MADOSZ), melyből aztán létrejött a Magyar Népi Szövetség.
1938-ban, a pártok feloszlatása, a korporatív rendszer hivatalos megteremtése után létrejött gróf Bánffy Miklós vezetésével a Romániai Magyar Népközösség, a magyarok kulturális és gazdasági-társadalmi képviseletének ellátására. A népközösség vezetőségében helyet kaptak Kemény János, Kós Károly, Tamási Áron is, valamint a MADOSZ képviselői: Asztalos Sándor, Kéki Béla és Vita Sándor. A második bécsi döntés után Észak-Erdélyben megszűnt, Dél-Erdélyben viszont az Antonescu-diktatúra alatt is folytatta működését a háború végéig.

#### A második világháború idején

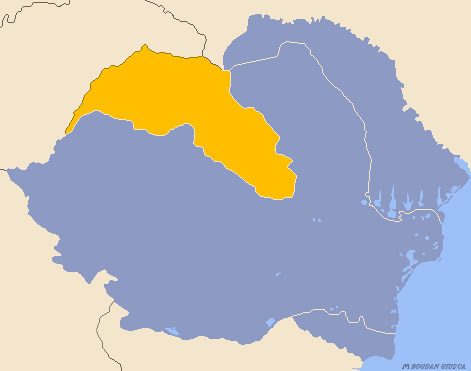
A második bécsi döntés során Magyarországnak ítélt terület (ún. Észak-Erdély)

A második világháború elején, a második bécsi döntés értelmében (1940. augusztus 30) az elcsatolt területek északi része (Észak-Erdély; 43 492 km²) visszakerült Magyarországhoz. Az 1941. évi népszámlálás adatai szerint a visszacsatolt Észak-Erdélyben 1 344 000 magyar, 1 069 000 román és 47 000 német lakos élt. Dél-Erdélyben körülbelül 400 000 magyar maradt. A román népszámlálás eltérő adatokat mutatott: ezek szerint Észak-Erdélyben mindössze 1 007 200 magyar élt, azaz a teljes lakosság 42%-a. A bécsi döntés arra kötelezte Romániát, hogy csapatai tizennégy nap alatt ürítsék ki a visszaadandó területeket, intézkedett állampolgársági és optálási kérdésekben, továbbá kötelezte a magyar és a román kormányt, hogy amennyiben valamely kérdésben nem tudnának megegyezni, úgy a problémát a német birodalmi kormány valamint az olasz királyi kormány elé terjesztik.

##### Észak-Erdély
A háború, a kettéosztottság és a feltüzelt nacionalizmus alapvetően meghatározta az egyes etnikumok sorsát Erdélyben, így a magyar fennhatóság alá került Észak-Erdélyben a románok kerültek nehéz helyzetbe (oktatás korlátozása, sajtó korlátozása, magyar nyelv kötelezővé tétele, stb.), addig Dél-Erdélyben a magyarokat sújtották hasonló, diszkriminatív intézkedések.
Észak-Erdélyben magyar nyelvű állami iskolákat alapítottak, kiszélesedett a középiskolai hálózat is, valamint Kolozsváron ismét magyar egyetem működött. A tudományos tevékenység ösztönzésére megalapították az Erdélyi Tudományos Intézetet. Az erdélyi magyar országgyűlési képviselői megalakították az Erdélyi Pártot, mely mindvégig a kormánypárt támogatója maradt.

##### Dél-Erdély
Dél-Erdélyben maradt a magyaroknak egy jelentős része, mintegy 500 ezer ember (közülük mintegy 100-150 ezren 1940 után) Észak-Erdélybe és Magyarországra menekültek. Sokat munkaszolgálatra rendeltek be, másokat internáltak vagy éppen börtönbe zártak. Kulturális életük összeszűkült, egyedül az Erdélyi Gazdasági Egylet tudott e célra is valami szervezeti keretet biztosítani. A Magyar Népközösséget vezető Gyárfás Elemér, Szász Pál, a püspök Márton Áron megpróbáltak közvetíteni Bukarest és Budapest között, hogy mindkét oldalon enyhítsék a nemzetiségekre nehezedő nyomást.

##### 1944-1947 között
A román kormány 1944 augusztus 23-án átállt a Szovjetunióhoz s hadat üzent Magyarországnak s Németországnak. Az első szovjet csapatok 1944. augusztus 26-án nyomultak be Észak-Erdélybe az Úz völgyén át. Szeptember 5-én a magyar 25. gyalog- és a 2. páncélos hadosztály ellentámadást intéz és elfoglalja a Dél-Erdélyhez, azaz épp Romániához tartozó Tordát. A román hivatalos közlönyben (Monitorul Oficial) október 10-én megjelent a Felszabadított Erdélyi Területek Közigazgatását Irányító Kormánybizottság (Comisariatul pentru Administrarea Regiunilor Eliberate din Transilvania) alapító rendelete, melynek székhelye Kolozsvár lett volna, de ideiglenesen Bukarestben székelt. A kormánybizottság – a kormány utólagos jóváhagyásával – jogosult volt határozatokat és rendeleteket is hozni. A szovjet csapatok október 11-én elfoglalták Kolozsvárt. A román csapatok bevonulásával számos atrocitásra került sor (pld. a kolozsvári egyetem erőszakos kiürítése, székelyek meggyilkolása Gyergyószentmiklóson, stb.), melyek egy részét a szovjetek sikeresen megakadályoztak.
Október 16-17-én Brassóban megalakult a Romániai Magyar Népi Szövetség (Uniunea Populară Maghiară din România), mely átvette a MADOSZ szerepét.
1944. október 25-én a 133. szovjet lövész hadosztály és a 4. román hadsereg csapatai harc nélkül bevonultak Szatmárnémetibe és Nagykárolyba. Ezzel visszafoglalták egész Észak-Erdélyt.
1944. december 1-jén Kolozsváron Észak-Erdély ügyeinek intézése céljából megalakult az ODA – Észak-Erdélyi Központi (Legfelsőbb) Tanácsadó Testülete, melyben 12 fő képviselte a Román Demokrata Szövetséget, 6-6 fő az Román Kommunista Pártot, a Román Szociáldemokrata Pártot, a szakszervezeteket és a Magyar Népi Szövetséget, 4 fő az Ekésfrontot, 2-2 fő a Hazafiak Szövetségét, a Zsidó Demokrata Népközösséget és a Népvédelmi Egyesületet. A Tanácsadó Testület hét szakbizottságot állított fel, melyek munkaköre kiterjedt Észak-Erdély minden lényeges problémájára. Kolozsvárott időközben helyi népességösszeírást tartottak. (A népszámlálás megrendezését még november közepén rendelte el a megyei főispán. Elszórt adatok szerint november-december folyamán Csík, és Udvarhely vármegyékben is voltak népszámlálások, ezek eredményei azonban nem ismeretesek.) Az összeírás szerint Kolozsvár összlakossága 73 ezer fő volt: 83,5%-a, (61 ezer) magyar, 11%-a román. (1941-ben: az összlakosság 110 956, amiből magyar 97 698, román 10 029). Marosvásárhelyen is tartottak népességösszeírást: Az összlakosság 29 692 (1941-ben 44 932) fő. A város 94,5%-a magyar, 27 778 (1941-ben: 42 435), 6,07%-a román, 1 802 fő (1941-ben: 1 726), 0,16%-a német. Mintegy nyolc és félezer volt azok száma, akik még a frontokon, vagy hadifogságban voltak, vagy a román adminisztráció intézkedései nyomán internálótáborokba kerültek).

CASBI tájékoztató

1945. február 10-én a román hivatalos közlönyben közzétették az Ellenséges Vagyonokat Kezelő és Ellenőrző Pénztár (CASBI) megalakításáról szóló törvényt, melynek feladata az volt, hogy az ellenséges országok (Németország és Magyarország) állampolgárainak tulajdonában lévő javakat kezelésbe vegye, így a magyar állampolgárságú személyek vagyona és a magyar érdekeltségű vállalatok ingóságai és ingatlanjai is a CASBI felügyelete alá kerültek. Az április 3-án megjelent törvény szerint azon településeken ahol a lakosság több mint 90%-a valamely nemzetiséghez tartozik, a hivatalos jegyzőkönyveket az adott nemzetiség nyelvén kell vezetni.
1945. március 9-13. között a román közigazgatást fokozatosan kiterjesztették Észak-Erdély területére és a románosítási politika következtében Észak-Erdély 11 megyéje közül csak Csík, Udvarhely, és Háromszék megyéknek maradt magyar főispánja
1945-ben több diszkriminatív intézkedést is bevezettek, többek között az 50 hektárt meghaladó birtokok elkobozását, nem ismerték el azok állampolgárságát akik 1940. augusztus 30 után telepedtek le Észak-Erdélyben, valamint bevezették a vélelmezett ellenség fogalmát (inamic prezumat) az 1944. szeptember 12-én a trianoni Magyarország valamint Észak-Erdély területén tartózkodó magyar nemzetiségű román állampolgárok ellen (elsősorban dél-erdélyiek).
Az augusztus 6-án kiadott jogszabály büntetendő cselekménynek minősítette a nemzetiségeket becsmérlő és gyűlöletet szító kifejezéseket és a nemzetiségi lakosok ellen irányuló cselekedeteket, biztosította a nemzetiségek állampolgári egyenlőségét és szabadságjogainak védelmét is, különös tekintettel az anyanyelv szabad használatára. Ennek gyakorlati alkalmazására azonban nem kerül sor.
November 15. és 18. között a Marosvásárhelyen ülésező MNSZ intézőbizottsága közzétett egy nyilatkozatot melyben kijelentették: Tudatában vagyunk annak, hogy az erdélyi nemzetiségi kérdés megoldása nem határkérdés. […] Nem helyeselhetünk semmiféle (áttelepítést) amely anyaföldünktől szakítana el. Nem helyeselhetünk semmiféle olyan törekvést […] amely a bécsi döntéshez hasonló módszerrel […] Erdélyből újból háborús tűzfészket teremtene. A december 15-én Kolozsvárott megalakult Romániai Szociáldemokrata Párt Országos Magyar Bizottsága (RSZDP OMB) elítélte az MNSZ nyilatkozatát és követelte az erdélyi demokratikus rend visszaállítását.

Márton Áron szobra Kézdivásárhelyen

A magyarok jogainak követelésében különösen nagy szerepet játszott Márton Áron, római katolikus püspök, aki 1946-ban egy hat pontos memorandumot juttatott el budapesti kormánynak, ahonnan gróf Teleki Géza közbenjárásával továbbkerült az angol és amerikai külügyminiszterekhez.
A magyar kormány rendkívül súlyos felelősséget vállal akkor, ha az erdélyi magyarság megkérdezése nélkül javasolna Erdélyre vonatkozólag megoldást. […] Az erdélyi magyarság felfogása szerint, sem neki magának, sem pedig a magyar kormánynak nincsen joga Erdély tekintetében, amely a magyarság összességének is létfontosságú kérdése, önkéntes felajánlással területi lemondásba belemenni. Lemondást külső hatalom a magyarságra rákényszeríthet, de az ilyen döntést, ha igazságtalan, az idő orvosolni fogja; az önkéntes lemondást azonban többé jóvátenni nem lehet. […] Az erdélyi magyarság számára a román uralom alatt töltött évek bebizonyították, hogy Romániában alapvető emberi jogai nincsenek biztosítva, annak ellenére, hogy azok tiszteletben tartására Románia ismételten ünnepélyes ígéreteket tett és nemzetközi kötelezettségeket vállalt. A magyarság most már minden román politikai rendszert megismert, de tűrhető életviszonyokat számára egyik sem hozott. […] Az erdélyi magyarság pedig éppen ezért elvárja, hogy a magyar kormány a maga részéről is mindent el fog követni annak érdekében, hogy a béketárgyaláson az erdélyi magyarságot kielégítő területi rendezés jöjjön létre.
1946 júniusában az MNSZ székelyudvarhelyi kongresszusán Mikó Gábor kolozsvári piarista tanár felvetette a székelyföldi autonómia tervét és bírálta a párt vezetőségét, amiért szerinte az nem képviseli a tömbben élő, székelyföldi magyarok érdekeit. A párt vezetősége szerint ez a magyarok gettósodásáhozvezethet. A kongresszus zárónapján a városi lakosság ellentüntetést szervezett és Erdély önállóságát követelte.
Az 1946. november 19-ei parlamenti választások során 29 mandátummal bejutott az MNSZ is, valamint az RSZDP és RKP listáin még 5-5 magyar.
1947. február 10-én a párizsi békeszerződések rendezték a szembenálló felek, Magyarország és Románia viszonyait, így az év közepére helyreállt a kapcsolat a két ország diplomáciája között.
December 30-án lemondatták I. Mihály román királyt és kikiáltották a Román Népköztársaságot, melynek élére egy szovjet mintára szervezett elnöki tanács került.

#### 1947 és 1967 között

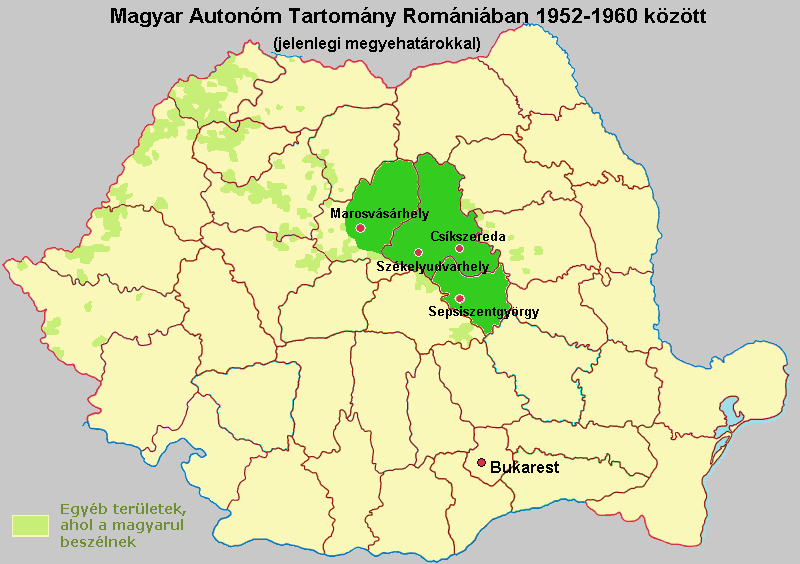
A Magyar Autonóm Tartomány

Az 1948-ban tartott népszámlálás szerint Erdély lakossága 3 420 859 fő volt ami Románia teljes lakosságának 21,6%-át jelentette. A népszámlálás szerint az erdélyi lakosság 25,7%-a, 1 481 903 fő volt magyar anyanyelvű. A Regátban a népszámlálás során mindössze 17 948 magyart írtak össze. A március 28-án megtartott parlamenti választások után 39 magyar nemzetiségű képviselő került be a romániai parlamentbe, melyből 30 az MNSZ listáján 9 pedig a Román Munkáspárt listáján. Két magyar nemzetiségű minisztere is lett az országnak: Vincze János erdészeti miniszter és Takács Lajos nemzetiségügyi alminiszter.
Ugyanebben az évben bevezették a tanügyi reformot mely során államosították az egyházi iskolákat, ezáltal 468 római katolikus, 531 református, 266 evangélikus és 35 unitárius iskolát vettek el. Sok településen, így például Máramarosszigeten, Gyulafehérváron, Nagykárolyban, Nagyszalontán megszűnt az elméleti középiskolai oktatás. Az egykori humán-gimnáziumokat szakközépiskoláknak alakították át. Az oktatást szovjet mintára szervezték meg. Ugyancsak 1948-ban felmondták a Vatikánnal kötött konkordátumot és új szabályozásokat léptettek életbe a vallási élettel kapcsolatban és megtiltották, hogy a felekezetek hivatalos kapcsolatokat tartsanak fenn külföldi felekezetekkel.
Márton Áron római katolikus püspök hét másik püspöktársával 1948. március 19-én közös levelet intézett a román minisztériumhoz az alkotmány-tervezetben felfedezett ellentmondások miatt, a lelkiismereti- és vallásszabadságot illetően. Levelükben kérték a vallásszabadság kiterjesztését a Romániában gyakorolt összes vallásra, a vallásoktatás biztosítását minden fokú és jellegű iskolában, valamint a vallásgondozás lehetőségét a hívek számára a hadseregben, katonai kórházakban, árvaházakban és fogházakban.
1949 márciusában kényszerlakhelyre (domiciliul obligatoriu) hurcoltak el mintegy 3500-5000 földbirtokos családot, a háromszékieket például előbb Sepsiszentgyörgyre, majd másfél év múlva Dobrudzsába hurcolták. Szeptemberben 22-én iskolában szervezték meg a csángók magyar nyelvű oktatását. Októberben hazaárulás vádjával börtönbüntetésre ítélték a Magyar Népi Szövetség vezetőit: Balogh Edgárt, Csőgör Lajost, Demeter Jánost, Jordáky Lajost és Méliusz Józsefet. Ugyancsak 1949-ben feloszlattak minden társadalmi szervezetet így az Erdélyi Múzeum Egyesületet, a Petőfi Közművelődési Egyesületet (volt EMKE), az Erdélyi Gazdasági Egyesületet, de a román közművelődési egyesületet, az ASTRÁt is.
1949. június 4-n tartották meg a korszak utolsó búcsúját Csíksomlyón, százezres tömeggel, ezen részt vett Márton Áron gyulafehérvári katolikus püspök is.
1950-ben Brassót Sztálinvárosnak nevezték át, majd a szovjet mintára megrendezett területrendezés során Erdély 22 megyéjéből 11 tartományt alakítottak ki (Sztálin tartomány része lett Csík, Udvarhely és Háromszék).
1951. július 30-án Bukarestben elkezdődött Márton Áron és társainak a pere (Szász Pál az Erdélyi Magyar Gazdasági Egyesület volt elnöke, Kurkó Gyárfás az MNSZ volt elnöke, Venczel József volt egyetemi tanár, Lakatos István volt szociáldemokrata politikus, volt parlamenti képviselő, Teleki Ádám, az Erdélyi Gazda volt főszerkesztője, Korparich Ede a Kaláka Szövetkezeti Központ volt elnöke, Bodor Bertalan a Kolozsvári Takarékpénztár és Hitelbank volt igazgatója), akiket azzal vádoltak, hogy vissza akarták állítani a kapitalizmust és el akarták szakítani Erdélyt Romániától.
1952. szeptember 27-én ismét átszervezték az ország közigazgatását és a történelmi Székelyföld területén megalakították a Magyar Autonóm Tartományt (Csík, Erdőszentgyörgy, Gyergyószentmiklós, Maroshévíz, Marosvásárhely, Szászrégen, Sepsiszentgyörgy, Kézdivásárhely és Székelyudvarhely rajonokkal, Marosvásárhely székhellyel). A szeptemberi választások során már csak 25 magyar képviselő jutott be a Nagy Nemzetgyűlésbe.
1953. február 19-én az MNSZ és a Román Kommunista Párt vezetősége az MNSZ önfeloszlatásáról döntött, a szövetség infrastruktúráját a kommunista párt vette át.
1955-ben megszüntették a kolozsvári Mezőgazdasági Főiskolán a magyar nyelvű oktatást.
Az 1956. február 21. népszámlálás szerint Romániában 1 651 953 személy vallotta magát magyar anyanyelvűnek és 1 589 443 magyar nemzetiségűnek. A történelmi Erdély területén és a Partiumban összesen 1 519 630 magyar anyanyelvű és 1 471 462 magyar nemzetiségű, míg a Kelet-Bánságban 98 616 magyar anyanyelvű és 92 104 magyar nemzetiségű lakos élt.
1957 február végén Brassóban megalakult az illegális Erdélyi Magyar Ifjúsági Szövetség (EMISZ). Az alapítók célja: "egy olyan egész Erdélyre kiterjedő magyar ifjúsági szervezetet létrehozni amely alkalmas a kisebbségi panaszok összegyűjtésére." Első, illegális rendezvényük március 15-ének megünneplése volt a fehéregyházi Petőfi-szobornál.
1957. nyarán a budapesti és bukaresti kormányok kölcsönösen engedélyezték a Magyarországon illetve Romániában élő családtagok látogatását, de az 1956-os forradalom miatt bevezetett vízumkényszer a magyar állampolgárok számára érvényben maradt.
1958 februárjában látogatást tett Romániában Kádár János az MSZMP Központi Bizottságának első titkára és egyben államminiszter. Őt Apró Antal a kormány első alelnöke, Kállai Gyula államminiszter, Némety Károly az MSZMP KB tagja, Sebes István külügyminiszter-helyettes és Keleti Ferenc romániai magyar nagykövet kísérték el. A bukaresti kormánytárgyalások eredményeként elfogadott nyilatkozat a román fél számára előnyös volt, kimaradt belőle például a két ország közötti utasforgalom és vízumkérdés problémája, mely 1956 óta a határ által szétszakított magyar családok egyik fő követelése volt. Marosvásárhelyen Kállai Gyula kijelentette, hogy "Megmondjuk világosan: nekünk semmiféle területi igényünk sincs. Azt tartjuk, hogy Magyarországnak van épp elég földje, hogy azon – testvéri egyetértésben a szomszéd népekkel felépítse a maga szocialista hazáját…". A delegáció kolozsvári állomásán Kádár János kijelentette, hogy: "Mi természetesen elsősorban forradalmárok vagyunk. A határok problémája csak alárendelt kérdés…". Ebből a két beszédből a román pártvezetés azt a következtetést vonta le, hogy Budapest „levette a kezét” az erdélyi magyarokról, így Bukarest szabad kezet kapott asszimilációs politikájának folytatásához. A nyár folyamán – Budapest folyamatos nyomásának hatására – a román külügyminisztérium beleegyezett, hogy az egyenes ági rokoni kapcsolatokon kívül engedélyezzék 2000 olyan személy kiutazását, akik nem rokonok, de "érdemes román állampolgárok". Ősszel feloldották a diplomataútlevelek vízumkényszerét is. A román lakosság körében tapasztalható sovinizmus egyik ékes példája az 1958. október 26-án megrendezett magyar-román barátságos focimeccs volt, mely során a román szurkolók több magyart is megvertek, a játékosokat pedig inzultálták.

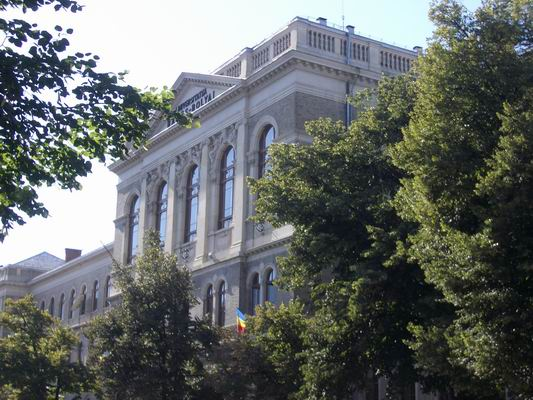
A Babeș–Bolyai Tudományegyetem központi épülete

1959-ben egyesítették a kolozsvári Babeș és Bolyai Egyetemeket. Emiatt, valamint a Securitate zaklatásai miatt, a Bolyai egyetem rektora, Szabédi László, öngyilkos lett. Röviddel ezután Csendes László, statisztikus professzor, az egyetem prorektora is öngyilkosságot követett el. A pártvezetés megszabta ugyan milyen tantárgyakat lehet ezek után magyar nyelven oktatni, de beleegyezett, hogy az új intézmény felvegye a Babeș–Bolyai Tudományegyetem nevet.
A Románia és Magyarország között fennálló vízumkényszert végül 1960-ban törölték el, aminek köszönhetően a Magyarországra utazók száma ugrásszerűen megnő. Ugyancsak ebben az esztendőben, átszervezték Románia területi közigazgatását, melynek következtében a Magyar Autonóm Tartományból Maros-Magyar Autonóm Tartomány lett, melyhez hozzácsatolták Marosludas és Dicsőszentmárton rajonokat, de, Brassóhoz való közelségük miatt Sepsi és Kézdi rajonok átkerültek a Sztálin tartományba, mely visszakapja régi, Brassó tartomány nevét.
A következő években számos magyar tannyelvű iskolát beolvasztottak román iskolákba, elsősorban szórványvidékeken. Az oktatásban korlátozták a magyar nyelv használatát (így például egyetemeken a gyakorlati vizsgákat kizárólag román nyelven lehetett letenni), sőt a kórházakban a kórlapírás is kizárólag az állam nyelvén kellett történjen. Ez ellen 1963 tavaszán az emigrációban élő magyar diákság szervezete, a Genfben székelő MEFESZ (Magyar Egyetemista és Főiskolai Hallgatók Szövetsége) tiltakozó megmozdulást szervezett, mely során elítélte a román nacionalizmust és sovinizmust. Az Emberi Jogok Ligája egy memorandumban kérte az ENSZ főtitkárát, hogy lépjen közbe az erdélyi magyarok ügyében. 1963 őszén a román hatóságok megkezdték a közintézmények, közterek elnevezéseinek megváltoztatását, amelynek kettős célja volt: részben az orosz/szovjet nevek eltüntetése, részben pedig a magyar nevek eltüntetése. Ugyanebben az időszakban számos település nevét is megváltoztatták.
Az 1965-ös parlamenti választások során a Nagy Nemzetgyűlésbe 43 magyar nemzetiségű képviselő került be. Ebben az évben meghalt Gheorghe Gheorghiu-Dej a Román Munkáspárt elnöke, helyét Nicolae Ceaușescu vette át. Augusztusban elfogadták az új alkotmányt, melyben kikiáltották a Román Szocialista Köztársaságot.
Az 1966-os népszámlálás adatai szerint Erdélyben 1 626 000 magyar anyanyelvű élt (azaz a népesség 27%-a), míg Moldvában csupán 9516 fő vallotta magát magyarnak, ami jelzi, hogy a még meglévő magyar anyanyelvű csángókat románnak írták be. Ugyanebben az esztendőben megjelent a középfokú szakoktatást szabályozó törvényrendelet, mely nem tett említést a nemzeti kisebbségek nyelvén folyó oktatásról, tehát a szakoktatás csakis román nyelven folyhatott. Egyes magyar iskolákat átalakítottak, hogy az új román nyelvű szaklíceumok számára teret biztosítsanak.

#### A Ceaușescu-korszak
Nicolae Ceaușescu 1965-ben Gheorghe Gheorghiu-Dej halála után vette át a Román Kommunista Párt (RKP) vezetését, majd 1967-től az Államtanács és 1974-től 1989-ig a Román Szocialista Köztársaság elnöke volt. Nacionalista politikát folytatott, mely súlyos kihatással volt a Romániában élő nemzetiségekre, különösképpen a magyarokra és németekre.
1968-ban újjászervezték Románia közigazgatását, minek következtében megszűnt létezni a Maros-Magyar Autonóm Tartomány, területét három újonnan alapított megye (Kovászna megye, Hargita megye és Maros megye) között osztották fel. Ugyanebben az esztendőben nyitották meg a nagylaki határátkelőt, majd egy évvel később a csengersimait és a gyulait is. Egy bukaresti találkozón felvetődött ugyan a magyar nyelvű szakoktatás biztosításának a szükségessége, de Ceaușescu elutasította azt, mert a munkásosztály egységes … akármilyen az anyanyelvünk, a fontos, hogy mindenki a munka közös nyelvét beszélje. Ekkor fogalmazódott meg az elmélet, miszerint valójában mind románok vagyunk, ha a származásunk különböző is, mely aztán nemzetiségi kérdések vitáját illetően többször is előkerült. 1969-ben tovább szigorították az oktatási törvényt és elrendelték, hogy azon iskolákban, ahol az oktatás az együttélő nemzetiségek nyelvén történik , a személyzetnek ismernie kell a román nyelvet, de megerősíti a kisebbségeknek azt a jogát, hogy mindazokból a tantárgyakból, melyeket nem román nyelven tanultak, az anyanyelvükön vizsgázzanak. Ebben az esztendőben indult be a bukaresti televízió magyar nyelvű adása is, valamint ekkor szervezték meg a magyar nyelvű könyvek kiadásával foglalkozó Kriterion Könyvkiadót is, Domokos Géza vezetésével.
1971-ben korlátozásokat vezettek be a települések neveit illetően, ennek értelmében a sajtóban csak azon települések neveit lehetett a nemzetiségek nyelvén használni, melyek hasonlóan hangzanak a román elnevezéshez (Arad, Déva stb.) vagy ha a nemzetiségi elnevezés erősen hasonlít a románhoz (Segesvár – Sighișoara), vagy ha a nemzetiségi elnevezés a román elnevezés hű fordítását tartalmazza (Odorheiu Secuiesc – Székelyudvarhely). Az írószövetség tiltakozásának hatására a pártvezetés némileg visszakozott, de 1971-től bizonyos helységneveket, már a román helyesírásnak megfelelően írtak.
1972-től megkezdték a magyar tannyelvű elméleti líceumok átalakítását szaklíceumokká. Noha a rendelkezések szerint amennyi nemzetiségi osztályt megszüntettek az előbbiből, annyi nemzetiségi osztályt kellett volna beindítani az utóbbiból, a szakoktatók és a segédeszközök hiánya miatt ez csak igen kis részben valósult meg. Egy korabeli felmérés szerint a magyar diákok 53%-a nem anyanyelvén tanult. A 16 erdélyi megyében működő 269 technikumból, a magyar nyelvű tagozatok száma csak 11; a 180 szakiskolából 4-ben volt magyar tagozat. Bevezették, hogy az úgynevezett indifferens tantárgyakat (ének, torna, rajz, matematika, stb.) román tanerők is oktathatták, ugyanakkor bevezették a pionírfoglalkozásokat, melyek nagy része szintén román nyelven zajlott. 1973-tól ismét szigorítottak a tanügyi törvényen és elrendelték, hogy az általános iskolában a nemzeti kisebbségek nyelvén tanulók oktatásban, az ötödik osztály indításához minimum 25, a középfokú oktatásban pedig minimum 36 főre van szükség. (Eddig 20 tanuló volt a minimum, de minisztériumi engedéllyel már 8-10 fővel is indíthattak nemzetiségi osztályt.) Ezzel szemben mindazon községekben, ahol az "együttélő nemzetiségek" nyelvén működő iskolák léteztek, függetlenül a tanulók létszámától, román előadási nyelvű tagozatokat, vagy osztályokat kellett létesíteni. Ez a rendelkezés tiltakozásokat váltott ki a magyar pártvezetés részéről, ezért a rendeletet az 1973/74-es tanévben még nem vezették be. Ezt a nyíltan diszkriminációs törvényt maga Ceaușescu védte meg: "Már megmondtam más alkalmakkor is: mi nem tudunk külön fizikai, kémiai és más szakú intézeteket létesíteni azoknak a fiataloknak, akik nem ismerik a román nyelvet. […] A román nyelv nem idegen nyelv egyetlen fiatal számára sem, aki Romániában él! Szocialista társadalmunk nyelve ez, és meg kell tanulnia az összes román állampolgárnak.
1974-ben bevezették azt a rendeletet miszerint magánszemélyeknek, elsőfokú rokonok kivételével tilos külföldi magánszemélyeket elszállásolnia. Ilie Verdeț az RKP központi bizottságának titkára arra hivatkozott, hogy a sok jövés-menés káros hatással van a lakosságra.

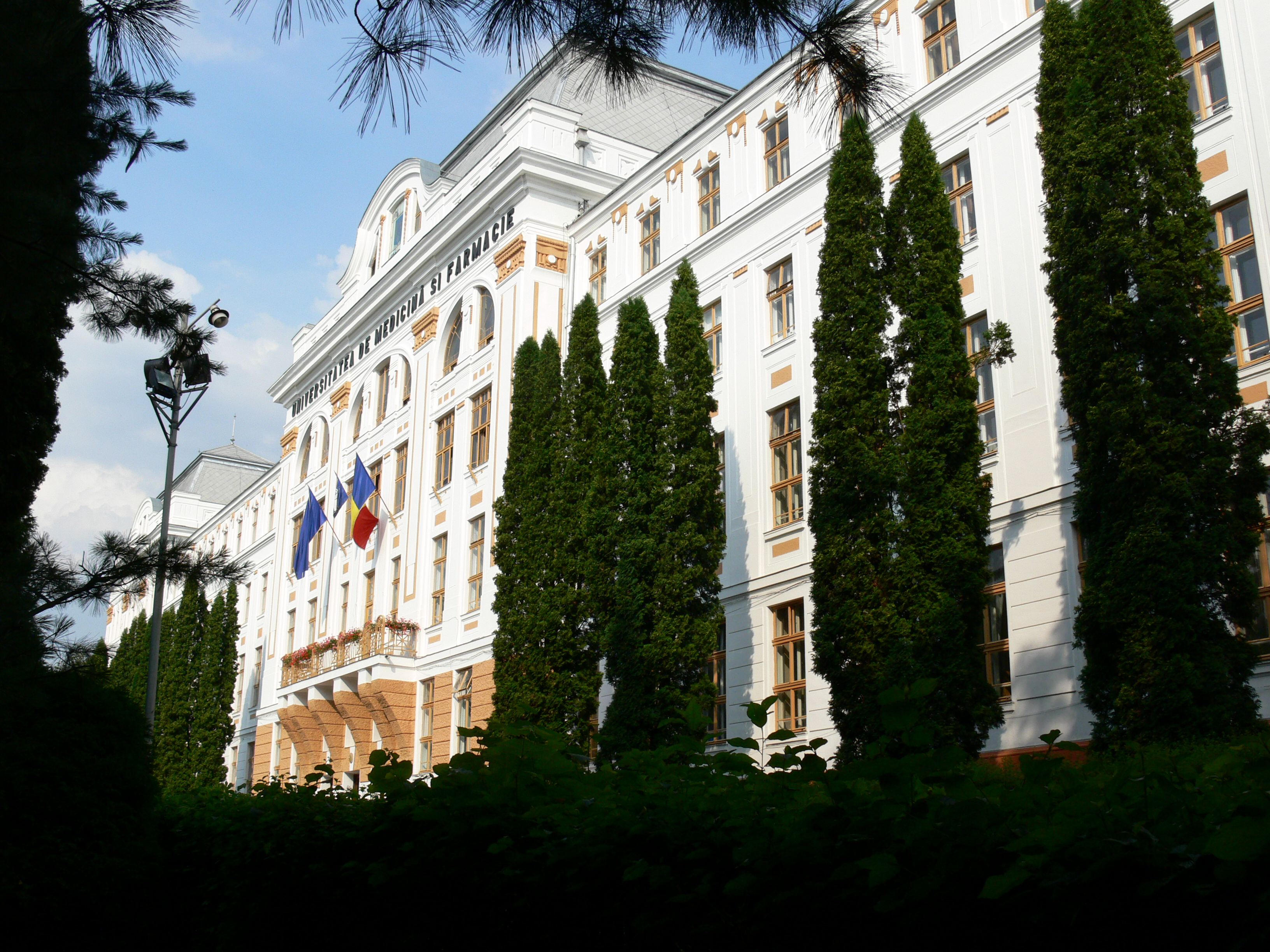
A marosvásárhelyi Orvosi és Gyógyszerészeti Egyetem főépülete

1975-ben lépett életbe a kihelyezéseket szabályozó törvényrendelet, mely kimondta, hogy minden frissen diplomázott személynek, szakmánként eltérő hosszúságú időt kellett letöltenie központilag kijelölt munkahelyen. A törvényszegőket diplomamegvonással és a tanítási költségek visszafizetésével fenyegették. Így rengeteg frissen diplomázott magyar nem kapott állást saját településén vagy magyarok által is lakott területen. 1978–1989 között például a marosvásárhelyi Orvosi és Gyógyszerészeti Egyetem magyar végzőseinek mintegy 40%-a került Kárpátokon túli megyékbe.
1976-ban bevezették a kötelező tízosztályos oktatást, számos magyar középiskolai osztályt beszüntettek és a magyarul tanuló diákokat a tizedik osztály elvégzése után válaszút elé állították, hogy vagy átmennek az utolsó két évre román tannyelvű osztályba, vagy pedig szakiskolába mennek. Ebben az évben módosították a külföldiek elszállásolására vonatkozó törvényt is és ezután kivételt képeznek a román származású külföldiek.
1977. január 5-én népszámlálást tartottak melyek eredményeit csak megkésve és meghamisítva hozták nyilvánosságra 1989 után. A népszámlálás eredményei szerint az országban 1 670 568 magyar nemzetiségű lakos élt. A népszámlálás adatait a magyar és a nemzetközi statisztikusok és a szélesebb közvélemény egyaránt manipuláltnak, meghamisítottnak tartotta. Jól mutatja ezt, hogy Moldvában a népszámlálás szerint 3813 magyar nemzetiségű lakos élt, ha azonban ebből a számból levonjuk az Erdélytől 1950-ben közigazgatásilag Moldvához csatolt Gyimesbükk mintegy 2800 fős magyar nemzetiségű lakosságát, valamint az ezer lélekre tehető református vallású magyar diaszpórát, kiderül, hogy a statisztikusok – nyilvánvalóan pártutasításra – a tulajdonképpeni csángó-magyarokat teljesen eltüntették.
1979-ben az RKP Központi Bizottsága új határozatot hozott miszerint az oktatási intézményekbe és a sajtóban egyaránt a romániai földrajzi neveket, a helységneveket, sőt a magyar történelmi személyiségek neveit kötelezően román megfelelővel vagy helyesírással kell írni. Elrendelték a tankönyvek átírását is. Az intézkedést, a kedvezőtlen külföldi visszhangok miatt azonban elvetették. Az 1980-as évek második felében tovább sorvasztották a magyar nyelvű oktatást, számos iskolában megszüntették a magyar tagozatot, a magyar tannyelvű iskolákba román pedagógusokat neveztek ki.
1982 márciusában megjelent az Ellenpontok című szamizdat folyóirat első száma, melyben a szerkesztők (Ara-Kovács Attila, Tóth Károly és Szőcs Géza) azzal indokolták a megjelenését, hogy e lap megindítása mindenekelőtt annak az erkölcsi felháborodásnak az eredménye, amely e mai román rendszerrel súlyosbított kelet-európaiság viszonyai között, történeti tapasztalatait mérlegelve, türelmének határaira ébredt. Ezért a lap célja nem annyira ideológiai vita színterévé válni, mint inkább a szó gyakorlásának pluralizmusa révén megteremteni a felháborodás jogosságának tudatát, s e tudatban megjeleníteni a vállalt kockázatok eszmei és gyakorlati értékét, nélkülözhetetlenségét. A néhány tucat példányban megjelent folyóiratot a Szabad Európa Rádióban is beolvasták, terjesztését pedig a szerkesztők barátai vállalták. A második számban megjelent egy memorandum és programjavaslat a Helsinki értekezlet megállapodásainak betartását ellenőrző madridi konferencia résztvevőihez. Többek közt követelték, hogy az erdélyi magyarokat tekintsék az egységes magyar nemzet részének és szabadon ápolhassák kapcsolataikat Magyarországgal, a román állam biztosítsa a magyar közösség kulturális autonómiáját valamint az összefüggő magyar területek autonómiáját, állítsák le Erdély etnikai összetételének megváltoztatását, tegyék lehetővé a magyarok azonosságtudatának kialakítását és fejlesztését valamint engedélyezzék a magyar nyelv használatát a közigazgatásban, biztosítsák a magyar nemzetiségűek számára az egyenlő érvényesülési lehetőséget, biztosítsák a magyar kulturális emlékek megőrzését, tegyék lehetővé, hogy a csángóság vállalhassa magyar nemzethez való tartozását. A szerkesztők ezen felül követelték, hogy egy pártatlan nemzetközi bizottság vizsgálhassa meg helyzetüket és dönthessen a magyarok sorsát érintő kérdésekben. A dokumentumot számos nyugati sajtóorgánum is leközölte valamint Tom Lantos az Amerikai Egyesült Államok kongresszusa előtt is felolvasta. A Securitate rövidesen házkutatásokat kezdett a szerkesztőknél, majd letartóztatták őket.
1984-ben megszüntették a kisebbségek nyelvén sugárzott televízióadást, a rádióadások idejét jelentősen korlátozták. Az 1986–1989 időszakban több tízezren hagyták el Romániát, ezek jelentős része a zöldhatárt átlépve disszidált.
Egy 1988-as párthatározat végérvényesen megtiltotta a helységnevek idegen nyelvű megnevezését a médiában, ettől kezdve minden közleményben és a hírlapok, folyóiratok alcímében a megyék, helységek neve csak románul jelenhetett meg. Ceaușescu ebben az évben hirdette meg a település-szisztematizálási tervét, melyek során számos falut felszámoltak, a nagyobb városok történelmi magjait pedig eltüntették (pld. Szatmárnémeti, Zilah, Csíkszereda stb.). Ez ellen Budapesten 40-50 ezren tüntettek. Nacionalista és soviniszta politikára hivatkozva 1988-ban Ceaușescu bezáratta a kolozsvári magyar konzulátust, mely sok évig egyetlen információforrás volt a Románia területén élő magyarokról.

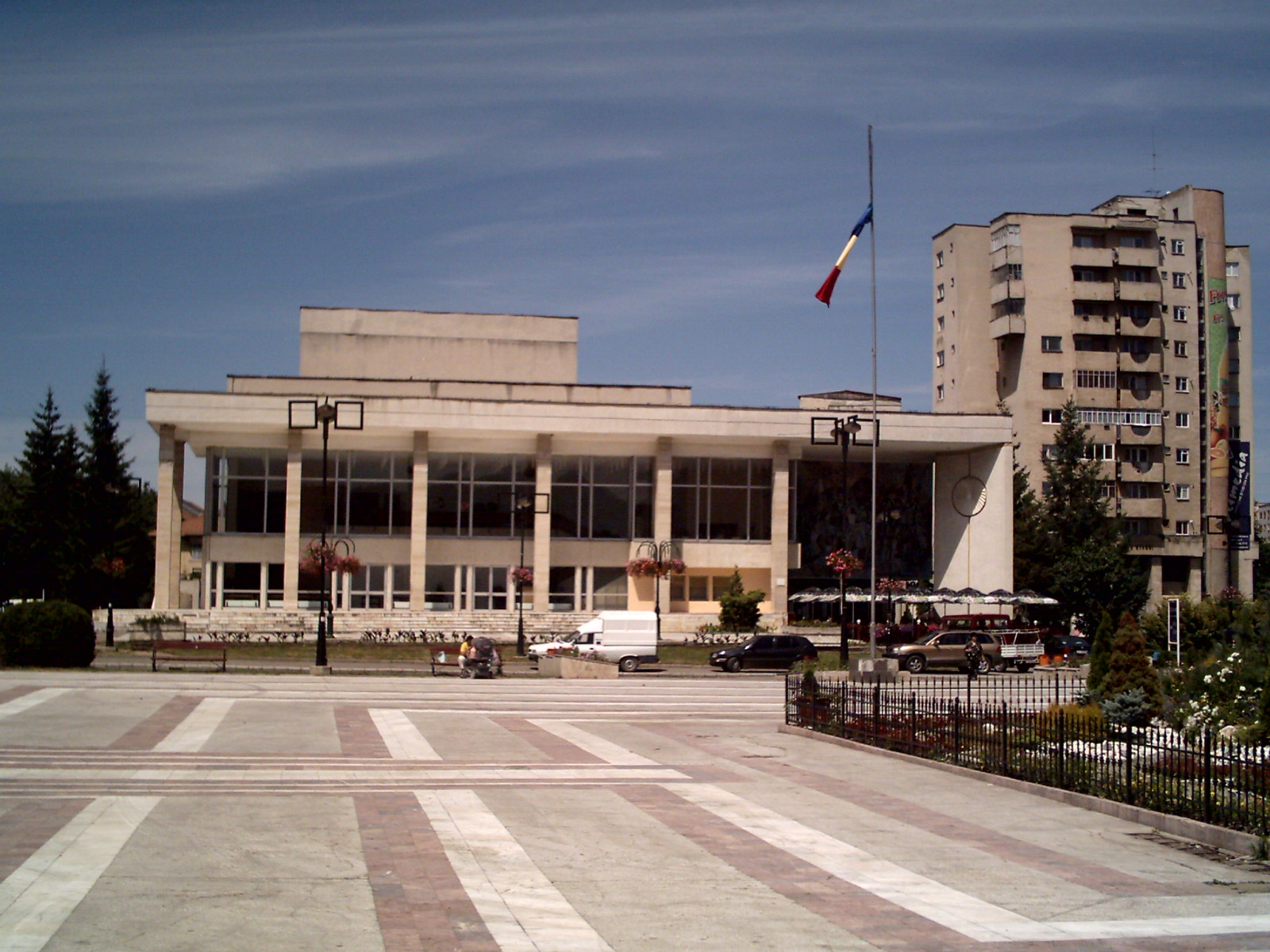
Zilahi színház: a szisztematizálás idejében átépített belváros része

Az 1988-as év végén a tanügyi törvényt ismét módosították, eszerint tíz osztályt végzett magyar anyanyelvű diákokat irányítottak át a Regátba, és onnan román diákokat hoztak helyükbe. Továbbá a szaklíceumokat pártoló vállalatoknál kötelező volt öt évet „lehúzni”.
1988. augusztus 28-án Aradra utazott Grósz Károly, az MSZMP főtitkára, hogy találkozzék Nicolae Ceaușescuval. A tárgyaláson Ceaușescu minden magyar felvetést, javaslatot visszautasított és tovább vádaskodott. A magyar főtitkár mindenben visszakozott és a közös közlemény is a román javaslat alapján készült el. 1989-ben Magyarország és további hat állam kérték az ENSZ közbelépését az emberi jogok betartásáról Romániában. Magyarországon menekülteket befogadó állomásokat rendeznek be a határmenti nagyobb településeken, majd a Nagy Imre újratemetését követő napon nagyszabású, a romániai magyarokat támogató tüntetésre kerül sor, melyet a román pártvezetés természetesen románellenesnek és szocialista-ellenesnek minősített.
1989. október 20-án a temesvári bíróság kimondta Tőkés László református lelkész kilakoltatását, akinek áthelyezését korábban Papp László püspök, politikai nyomásra rendelte el. November 2-án négy álarcos férfi támadta meg Tőkést és családját, de a nála levő vendég segítségével szembeszállt a támadókkal, akik elmenekültek. A magyar diplomácia tiltakozó levelet küldött Ceaușescunak, aki azonban nem vette át.
1989. december 16-án több ezer tüntető megakadályozta Tőkés László református lelkész kilakoltatását. A tüntetők szavaló kórusokban követelték a rendőrök távozását. Másnap hajnalig mintegy 300–700 tüntető alkotott élőláncot a templom körül, köztük románok, illetve más felekezetek tagjai. A megmozdulásban mintegy 5000-en vettek részt és ezzel kitört az 1989-es romániai forradalom.

#### A rendszerváltás utáni évek

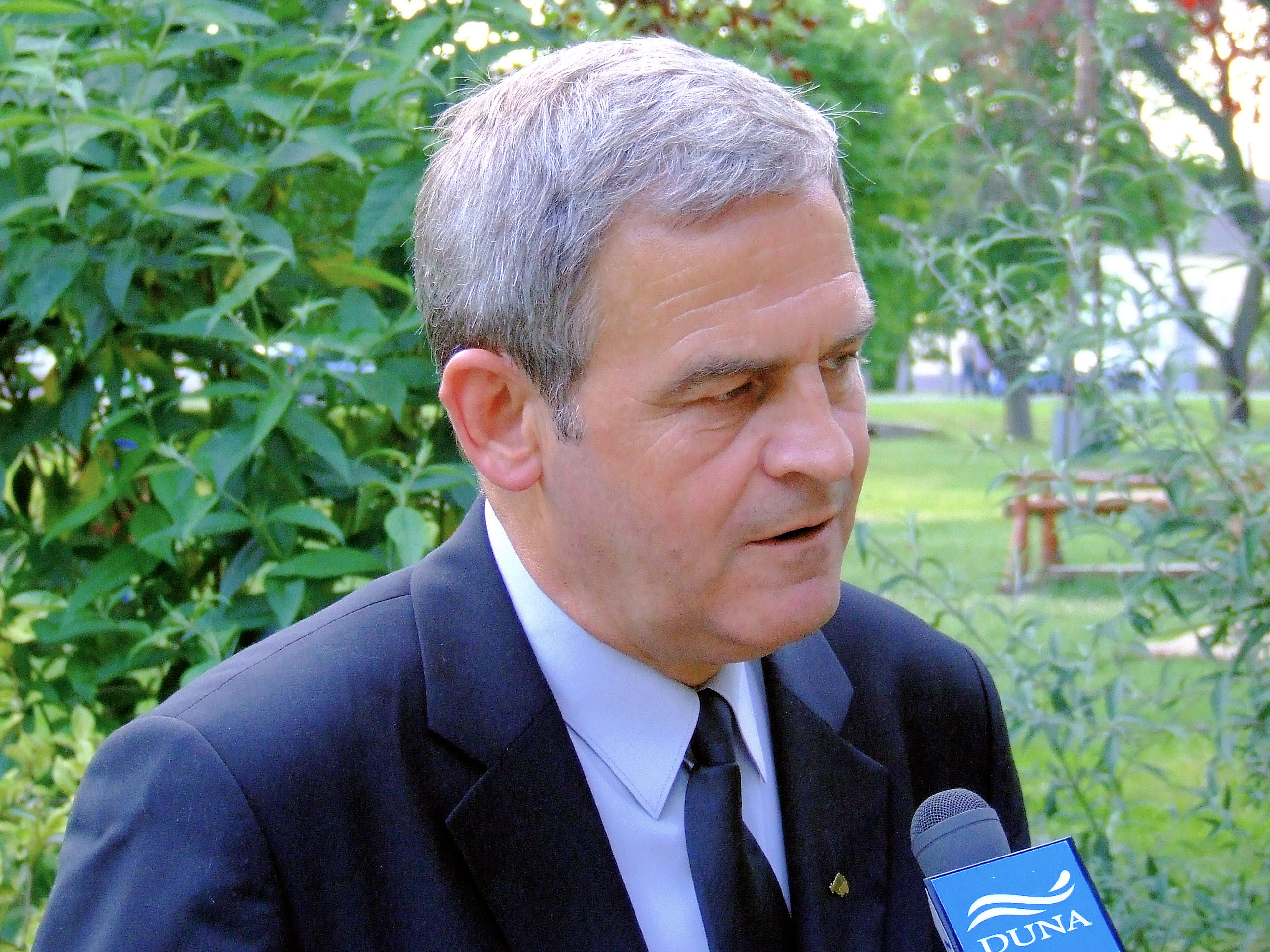
Tőkés László

1989-ben Tőkés László református püspök főszereplésével indult meg a romániai rendszerváltás, amely elsöpörte a kommunista diktatúrát. Az első magyar szervezetek már a forradalom napjaiban megjelentek, így a Bánsági Magyar Demokrata Szövetség Temesváron valamint a Romániai Magyar Demokrata Szövetség (RMDSZ) Marosvásárhelyen, Nagyváradon pedig a Magyar Demokratikus Tanács. Az RMDSZ hivatalosan december 25-én alakult meg, Végrehajtó Bizottságának tagjai Domokos Géza (elnök), Tőkés László (tiszteletbeli elnök), Verestóy Attila (titkár) voltak. Az RMDSZ intézőbizottságának tagjai voltak továbbá: Cs. Gyimesi Éva, Kántor Lajos, Balogh Edgár, Sylvester Lajos, Király Károly, Demény Lajos, Horváth Andor, Lányi Szabolcs, Sütő András, Kányádi Sándor és Toró Tibor. A szövetség a Ion Iliescu vezette Nemzeti Megmentési Frontot támogatta, mely 1990. január 5-én egy közleményt adott ki a romániai nemzetiségek jogainak biztosításáról.
Január 25-én Ion Iliescu egy televíziós nyilatkozatban egyes erdélyi megyék szeparatista törekvéseire hívta fel a figyelmet, ezt az RMDSZ határozottan elutasította. Iliescu nyilatkozata a román nyelvű sajtóban magyarellenes, rágalmazó kampányt szított.
1990. február 10-én Marosvásárhelyen mintegy 70 ezer ember vett részt egy, a kisebbségi jogokért, a magyar tannyelvű Bolyai Farkas Líceumért, a Bolyai Tudományegyetemért és a többi főiskoláért szervezett tüntetésen. Az előzmény az volt, hogy február 7-én Marosvásárhelyen megalakult Vatra Românească néven egy magyarellenes politikai szervezet. Február 9-én román fiatalok tüntettek Marosvásárhelyen a magyar nyelvű oktatás ellen, több magyar diákot összevertek. Ez után került sor a magyar lakosok néma tüntetésére. Az emberek kezükben könyvvel és gyertyával vonultak, transzparensek hirdették, hogy a magyar iskolákért tüntetnek. Ugyanezen a napon mintegy 40 ezer ember tüntetett Sepsiszentgyörgyön is a magyar nyelvű oktatásért. A háromszéki magyarok állásfoglalása rögzítette, hogy anyanyelvi oktatást követelnek minden fokon, az óvodától a kolozsvári és marosvásárhelyi egyetemekig. Brassóban is tüntettek az RMDSZ felhívására a magyar iskolákért, az anyanyelvi oktatásért. A magyarellenes hangulatot a Vatra Românească is szította, mely egy gyulafehérvári nagygyűlésen arra szólította fel a híveit, hogy tiltakozzanak a magyarok azon törekvése ellen, hogy létesítsenek magyar iskolákat, ezen felül azt követelték, hogy Erdély kulturális életét érintő minden problémában kérjék ki az ő véleményüket. Ugyanezen a gyűlés kitámadták az RMDSZ vezetőségét, többek között Király Károlyt és Tőkés Lászlót. Március 15-én az 1848-as szabadságharcra való békés megemlékezését több városban is megzavarták a Vatra Românească hívei: Szatmárnémetiben az ünneplőkre támadtak, magyarokat vertek meg. A megromlott viszony az 1990. márciusi marosvásárhelyi pogromban csúcsosodott ki, melyet fekete márciusnak neveznek, hiszen 5 halottal és 278 sebesülttel járt.
A május 20-án megrendezett parlamenti- és elnökválasztáson az RMDSZ a szavazatok 7,23%-át szerzi meg ezzel 41 mandátumot szerez Románia parlamentjében.
A magyarellenes megnyilvánulások folytatódtak: megrongálták a fehéregyházi Petőfi-szobrot, Marosvásárhelyen újabb magyarellenes tüntetésre került sor, sőt bevezettek egy olyan intézkedést is, mely szerint a Székelyföldön áthaladó vonatok utasait rendőrök és katonák kísérték, melynek célja a román utazóközönség megvédése az itt lakó utasok terrorizmusával szemben.
Az oktatás terén a román kormány folytatta a kommunista korszak asszimilációs politikáját, az RMDSZ mindennemű politikai tiltakozása ellenére: így például kötelezővé tették, hogy minden magyar iskolában román nyelven oktassák az ország történelmét és földrajzát, megkövetelték, hogy a kisebbségi lakosságú területeken még abban az esetben is szervezzenek román tagozatú osztályokat, ha a tanulók létszáma nem éri el a kötelező tízet. A marosvásárhelyi Orvosi és Gyógyszerészeti Egyetemről 13 tanárt nyugdíjaztak, akik a magyar nyelvű oktatás gerincét képezték. A magyar iskolákért több tüntetést szerveztek így például 1991. június 2-án Kolozsváron.
Október 17-én a parlament két házának együttes ülésén felolvasták a Kovászna és Hargita megyéből elűzött románokról szóló jelentést (ún. Har-Kov jelentés), amit a Román Televízió élőben közvetített. Ez a jelentés tulajdonképpen az egész magyar nemzeti kisebbség kollektív bűnösségét fogalmazta meg. Szőcs Géza, az RMDSZ politikai alelnöke nyilatkozatban ítélte el a jelentést és rámutatott arra, hogy az 1989 decemberében, Székelyföldön megölt románok mellett magyar nemzetiségűek is életüket vesztették. A jelentés elfogadása után tovább folyt a magyar- és RMDSZ-ellenes hangulatkeltés.
1992-ben általános népszámlálást tartottak Romániában, minek előzményeként az RMDSZ kérte a székely nyelv és székely nép népszavazási jegyzékből való törlését, arra hivatkozva, hogy ezek nem léteznek.
A romániai magyarok életében fordulópontot jelentett 1995-ben a Románia és Magyarország közötti alapszerződés aláírása, melyben Magyarország lemondott területi követeléseiről, Románia viszont felvállalta a területén élő nemzetiségek jogainak biztosítását.
Az 1992-es helyhatósági választásokon az RMDSZ 3150 tanácsost és polgármestert választottak meg többek között Marosvásárhelyen Nagy Győzőt. Kolozsvárott ekkor foglalja el a polgármesteri széket Gheorghe Funar, a magyarellenes kirohanásairól ismert politikus, a Román Nemzeti Egység Párt elnöke, aki többek közt azt követelte a városba látogató államelnöktől, hogy a Magyarországról érkező turistákat a legszigorúbb vámnak vessék alá, vezessék be a magyar turisták vízumkötelezettségét, a magyar nyelvű tévéadást románul feliratozzák, és követeljék vissza Budapesttől az 1937 és 1945 közötti évekből származó erdélyi dokumentumokat. December 6-án a Szent Mihály templomban ökumenikus istentisztelettel egybekötött megmozdulást rendeztek, melyben tiltakoztak Funar Mátyás-szobrot fenyegető tervei miatt. A szobor módosítását az Országos Műemlékvédő Bizottság is megtiltotta ugyan, de a Mátyást gyalázó táblát 1994-ben végül a helyi magyarok szervezte tüntetés ellenére felszerelték a szobor talapzatára.
Július 20-án miniszterelnöki rendelettel váratlanul leváltották a két, zömmel magyar lakosságú megye, Hargita és Kovászna magyar nemzetiségű prefektusát, Pataki Imrét és Fodor Ferencet, helyükre román nemzetiségűeket neveztek ki. Ez utcai tiltakozásokhoz vezetett. A szeptemberi parlamenti választásokon az RMDSZ 12 szenátori és 27 képviselői helyet szerzett.
1993 márciusában a román parlament mindkét háza elítélte Tőkés Lászlót egy washingtoni kijelentése miatt, miszerint a romániai magyar kisebbség ellen etnikai tisztogatás folyik. A püspököt ellenséges magatartással vádolták meg. A botrányt tulajdonképpen a Román Televízió kavarta fel, amely a szövegkörnyezetből kiragadva idézte Tőkés szavait.

#### Az 1996-os választások után
Az 1996-os helyhatósági választások eredményei szerint az RMDSZ hat megyében (Bihar, Szatmár, Szilágy, Maros, Hargita, Kovászna) lett a megyei tanácsok legerősebb alakulata. Az őszi parlamenti választásokon 11 szenátori és 25 képviselői helyet szerzett.
1996-ban az RMDSZ koalíciós partner lett a román kormányban az Emil Constantinescu vezette Román Demokratikus Konvenció mellett, így több mint nyolc évtizedes kisebbségi léte során a romániai magyar nemzeti közösség érdekképviselete először került olyan helyzetbe, hogy kormányzati felelősséget vállalhasson. A koalíciós megállapodást december 6-án írták alá, ennek értelmében a kormányban helyet kaptak Birtalan Ákos (idegenforgalmi miniszter) és Tokay György (a miniszterelnök mellé rendelt, kisebbségi ügyeket felügyelő tárca nélküli miniszter). A kormánykoalíció tárgyalások eredményeként RMDSZ-es prefektusa lett Hargita és Szatmár megyéknek, mellettük nyolc alprefektusi tisztséget is a magyar érdekvédelmi szervezet kapott meg.
A 2001 és 2004 közötti parlamenti ciklusban az RMDSZ nem vállalt kormányzati szerepet, de a 2001-es, majd a 2002-es évre megállapodást írt alá a kormányzó Szociáldemokrata Párttal annak parlamenti támogatásáról az általános reform, Románia európai és euro-atlanti integrációja, valamint a kisebbségi jogok bővítésének területén. 2004-től az RMDSZ ismét kormányra került az Igazság és Igazságosság Szövetség fő támogatójaként.
A 2004. december 5-én megtartott magyarországi népszavazás (bár a magyar lakosság enyhe többségben megszavazta) eredménytelenül zárult, mert sem az igen, sem a nem szavazatok aránya nem érte el a választójogosultak számának 25%-át, ami a népszavazás érvényességéhez szükséges törvényben meghatározott feltétel.
A 2007-es romániai európai parlamenti választásokon 4 magyar (köztük Tőkés László, függetlenként, Sógor Csaba, Winkler Gyula – RMDSZ-t képviselve és Csibi Magor a Nemzeti Liberális Párt színeiben) bejutottak az Európai Parlamentbe.

### A moldvai magyarok története
A moldvai csángók magját feltehetően a honfoglaláskor határőrzőként kint hagyott magyarok alkották. Honfoglalás kori magyar sírokat elszórtan Moldva (a romániai tartomány) és Moldova Köztársaság több pontján is találtak, például Grozești, Probota (Iași megye) és Frumușica (Moldova Köztársaság) területén. Feltételezik, hogy a mai északi csángók őseinek számottevő csoportjai akkor érkeztek Moldvába, amikor II. Géza király (1141–1162) az Erdélybe költöző szászok számára kiürítette Dél-Erdélyt, valamint Beszterce és a Felső-Tisza-mente környékét. A középkori magyar bevándorlók következő hulláma a Tamás és Bálint papok vezetésével idemenekült husziták voltak. A 17. század elején, Erdély háborús időszakában újabb menekültek érkeztek Moldvába. A marosvásárhelyi országgyűlés okirataiban így említik őket: "Az elmúlt időkben az szegény országnak nagy sok ínsége és romlása miatt, főképpen Moldvába számtalan sok szegénység futott". A magyarokat gyarapította az 1764-es madéfalvi veszedelem (Siculicidium) után ide (és Bukovinába) menekülő csíki és háromszéki lakosság is. Az ő leszármazottaik alkotják a mai magyar nyelvű moldvai csángók többségét. (Lásd még: Bukovinai székelyek)

## Népesség, demográfia

### Területi megoszlás

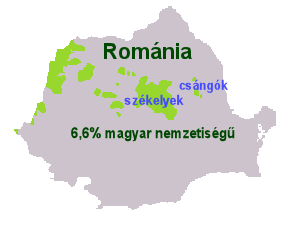
Magyarok Romániában

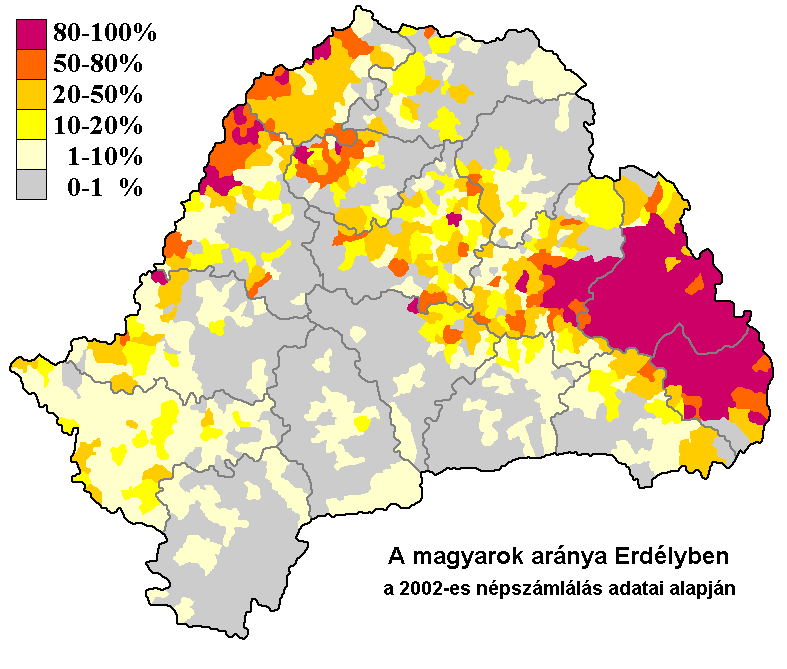
A magyar nemzetiségűek aránya Erdélyben

A magyarok eloszlása Romániában elsősorban történelmi okokra vezethető vissza. Nagy tömbben élnek Erdély belső peremén (Székelyföldön), valamint a Partiumban illetve Moldvában (csángók). Az erdélyi nagyvárosokban a tömeges betelepítések és a városok elrománosítására tett kísérletek következtében arányszámuk alaposan csökkent (például Kolozsvár, ahol ma több mint 65 ezer magyar él, csak 19,42%-on áll a 2002-es népszámlálási eredmények alapján. A magyarok többséget két megyében (Hargita megye és Kovászna megye) alkotnak, ezen felül a jelentős számban élnek Maros, Szatmár, Bihar, Kolozs és Szilágy megyékben. A többi erdélyi megyében a magyarok aránya 10%-nál kisebb, míg a Kárpátokon-túli megyékben 1% alatt van. A magyar lakosság nagy része a központi fejlesztési régióban tömörül (több mint 30%). Az északnyugati fejlesztési régióban a magyarok aránya 21,3%. A többi régióban a magyarok aránya nem éri el az 1%-ot.
|    | Helység            | Magyarok | %      |
| -- | ------------------ | -------- | ------ |
| 1  | Marosvásárhely     | 57 532   | 43,84% |
| 2  | Kolozsvár          | 49 565   | 15,27% |
| 3  | Nagyvárad          | 45 305   | 23,07% |
| 4  | Sepsiszentgyörgy   | 41 233   | 73,62% |
| 5  | Szatmárnémeti      | 35 441   | 34,60% |
| 6  | Székelyudvarhely   | 31 665   | 92,43% |
| 7  | Csíkszereda        | 30 607   | 78,55% |
| 8  | Brassó             | 16 551   | 6,54%  |
| 9  | Kézdivásárhely     | 16 292   | 88,11% |
| 10 | Temesvár           | 15 564   | 4,87%  |
| 11 | Arad               | 15 396   | 9,68%  |
| 12 | Gyergyószentmiklós | 15 388   | 83,74% |
| 13 | Nagybánya          | 12 750   | 10,30% |
| 14 | Nagykároly         | 10 950   | 51,87% |
| 15 | Zilah              | 8 662    | 15,41% |

### A romániai magyarok számának alakulása
A 2002-es népszámlálási adatok szerint Románia lakosságának 6,61%-a vallotta magát magyar nemzetiségűnek, ami 190 600 fővel kevesebb, mint 1992-ben. A magyar lakosság számának csökkenése mind a városi, mind a falusi környezetben megfigyelhető (városi környezetben a magyarok aránya 7,4%-ról, míg a falvakban 6,8%-ról csökkent 6,6%-ra). 1992-höz képest a városi magyar népesség száma 17,1%-val csökkent, a falusi lakosság esetében viszont csak 4,9%-val.
A 2002-es népszámlálási adatok szerint a lakosság 6,67% nevezte meg anyanyelvének a magyar nyelvet, ami 89 167 fővel kevesebb, mint amennyien magyar nemzetiségűnek vallották magukat.
| A magyarok számának alakulása Erdélyben 1869-2002 között |          |         |         |                 |
| Év                                                       | Összesen | Román   | Magyar  | Magyarok aránya |
| 1869a                                                    | 4210536  | 2482800 | 1052300 | 24,99%          |
| 1880a                                                    | 4013762  | 2212380 | 1007425 | 25,10%          |
| 1880b                                                    | 4013762  | 2284978 | 1043952 | 26,01%          |
| 1890a                                                    | 4408182  | 2465902 | 1198147 | 27,18%          |
| 1900a                                                    | 4848451  | 2670131 | 1433252 | 29,56%          |
| 1910a                                                    | 5228180  | 2811719 | 1653943 | 31,64%          |
| 1920n                                                    | 5107400  | 2916800 | 1305800 | 25,57%          |
| 1930a                                                    | 5520086  | 3214576 | 1476233 | 26,74%          |
| 1930n                                                    | 5520086  | 3189537 | 1349563 | 24,45%          |
| 1941n                                                    | 5882600  | 3288400 | 1735700 | 29,51%          |
| 1956n                                                    | 6218427  | 4041156 | 1558254 | 25,06%          |
| 1966a                                                    | 6719555  | 4569546 | 1625702 | 24,19%          |
| 1966n                                                    | 6719555  | 4559432 | 1597438 | 23,77%          |
| 1977n                                                    | 7500229  | 5203846 | 1691048 | 22,55%          |
| 1992a                                                    | 7723313  | 5815425 | 1619735 | 20,97%          |
| 1992n                                                    | 7723313  | 5684142 | 1603923 | 20,77%          |
| 2002a                                                    | 7221733  | 5541286 | 1429473 | 19,79%          |
| 2002n                                                    | 7221733  | 5393552 | 1415718 | 19,60%          |
| 2011a                                                    | 6821253  | 4974630 | 1251696 | 18,3%           |
| 2011n                                                    | 6821253  | 4820353 | 1219312 | 17,8%           |

- megjegyzések: a=anyanyelv; n=nemzetiség; b=az eredeti közlés kiigazítva (A beszélni nem tudók az egyes anyanyelvek között számarányuknak megfelelően szétosztva)

A mai Erdély népességének vizsgalatát az 1918 előtti magyar valamint az azt követő román népszámlálások adatsorainak segítségével lehet elvégezni, ezekhez kötődnek még az 1941-ben, Észak-Erdélyben elvégzett népszámlálás adatsorai is. Ezek hitelességével kapcsolatosan számos kérdés merült fel, amelyek elsősorban politikai és államigazgatási okokra vezethetők vissza. 1869-ben például a nemzetiségi hovatartozást nem kérdezték politikai óvatosságból, a felekezeti hovatartozást viszont igen. A magyar népszámlálások 1880-tól kezdődően az anyanyelv alapján állapították meg a nemzetiségi hovatartozást. A már Erdélyt is magába foglaló Romániában az első népszámlálást 1930-ban tartották meg, noha 1919-ben az erdélyi kormányzótanács végzett egy ideiglenes adatgyűjtést. Az 1930-as népszámlálás már külön vizsgálta az anyanyelvet, nemzetiséget és vallási hovatartozást. A második világháborút követően 1948-ban, 1956-ban, 1966-ban, 1977-ben , 1992-ben és 2002-ben végeztek népszámlálásokat. Az 1977. évi népszámlálás tényleges nemzetiségi adatait valójában csak másfél évtized múltán fedték fel, addig csak a korabeli, eltorzított elemzésre alkalmatlan adatsorok voltak hozzáférhetőek.
A lélekszám alakulása Erdélyben, Magyarországon és Románia Kárpátokon túli területein (Regát) 1870–1992 között
| Év      | Népességszám (ezer fő) | Népességszám (ezer fő) | Népességszám (ezer fő) | Index (1870 = 100) | Index (1870 = 100) | Index (1870 = 100) | Átlagos évi gyarapodás illetve fogyás (%-ban) | Átlagos évi gyarapodás illetve fogyás (%-ban) | Átlagos évi gyarapodás illetve fogyás (%-ban) |
|         | Erdély                 | Magyarország           | Regát                  | Erdély             | Magyarország       | Regát              | Erdély                                        | Magyarország                                  | Regát                                         |
| 1870    | 4 224,4                | 5 011,3                | 4 500,0                | 100,0              | 100,0              | 100,0              | –                                             | –                                             | –                                             |
| 1880    | 4 032,9                | 5 329,2                | 4 750,0                | 95,5               | 106,3              | 105,6              | -0,42                                         | 0,56                                          | 0,54                                          |
| 1910/12 | 5 260,0                | 7 612,1                | 7 507,0                | 124,5              | 151,9              | 166,8              | 0,88                                          | 1,18                                          | 1,41                                          |
| 1930    | 5 548,4                | 8 685,1                | 8 732,4                | 131,3              | 173,3              | 194,0              | 0,27                                          | 0,66                                          | 0,84                                          |
| 1941    | 5 912,3                | 9 316,1                | 10 202,9               | 140,0              | 185,9              | 226,7              | 0,63                                          | 0,70                                          | 1,51                                          |
| 1948/49 | 5 761,1                | 9 204,8                | 10 111,5               | 136,4              | 183,7              | 224,7              | -0,37                                         | -0,15                                         | -0,13                                         |
| 1956    | 6 232,3                | 9 861,0                | 11 257,1               | 147,5              | 196,8              | 250,2              | 0,97                                          | 1,15                                          | 1,33                                          |
| 1970    | 7 032,6                | 10 322,1               | 13 220,0               | 166,5              | 206,0              | 293,8              | 0,84                                          | 0,30                                          | 1,12                                          |
| 1980    | 7 725,0                | 10 709,5               | 14 476,4               | 182,9              | 213,7              | 321,7              | 0,94                                          | 0,37                                          | 0,91                                          |
| 1990/92 | 7 723,3                | 10 374,8               | 15 060,3               | 182,8              | 207,0              | 334,7              | 0,00                                          | -0,32                                         | 0,34                                          |

Az erdélyi magyar népesség vizsgálatakor három szakasz különíthető el, melyek fellelhetők, úgy a regáti mint a magyarországi demográfiai vizsgálatokban is. A 19. század második fele az úgynevezett demográfiai átmenet második szakaszába való áttérés kora, melynek jellemzője a természetes szaporodás alacsony értéke, magas termékenységi ráta és magas halálozási ráta mellett. Ezt követően a halálozási ráta fokozatosan mérséklődött, a születési arány viszont változatlan maradt vagy enyhén növekedett, minek következtében a természetes szaporulat értéke jelentősen megnőtt. Ezt követően a születések száma folyamatosan csökkent és a stabilnak tekinthető halálozási ráta mellett a szaporodási ráta is fokozatosan mérséklődött.
Tényleges és természetes népszaporodás, valamint e két érték különbözete Erdélyben 1869-től 1995-ig 

(A táblázat első oszlopa a népesség egyes időszakokra eső tényleges gyarapodását, illetve csökkenését tartalmazza. A második oszlopban az élveszületések és halálozások különbözetéből adódó természetes szaporulat, illetve fogyás értékei találhatók. A hiányzó adatokat az ország természetes szaporodásából Erdélyre eső 26–28% aránynak megfelelően becsült értékkel helyettesítve a Kárpátokon inneni természetes szaporulat 1948–1955 között nagyjában-egészében megegyezhetett a népesség tényleges gyarapodásával. A harmadik oszlop a népesség egyes időszakokra eső tényleges és természetes szaporodásának mérlegét vonja meg)
| Időszak    | Tényleges                 | Természetes               | A tényleges és természetes szaporodás különbözete | Tényleges                  | Természetes                | A tényleges és természetes szaporodás különbözete |
| Időszak    | népszaporodás vagy fogyás | népszaporodás vagy fogyás | A tényleges és természetes szaporodás különbözete | népszaporodás vagy fogyás  | népszaporodás vagy fogyás  | A tényleges és természetes szaporodás különbözete |
| Időszak    | szám szerint              | szám szerint              | szám szerint                                      | éves átlagban ezer lélekre | éves átlagban ezer lélekre | éves átlagban ezer lélekre                        |
| 1870–1880  | -191 585                  | -55 280                   | -136 305                                          | -4,2                       | -1,2                       | -3,0                                              |
| 1881–1890  | 396 713                   | 432 479                   | -35 766                                           | 9,4                        | 10,2                       | -0,8                                              |
| 1891–1900  | 411 158                   | 403 026                   | 8 132                                             | 8,9                        | 8,7                        | 0,2                                               |
| 1901–1910  | 387 723                   | 477 437                   | -89 714                                           | 7,6                        | 9,4                        | -1,8                                              |
| 1911–1920  | -125 090                  | 140 800                   | -265 890                                          | -2,4                       | 2,7                        | -5,1                                              |
| 1921–1930i | 414 700                   | 482 508                   | -67 800                                           | 7,7                        | 9,0                        | -1,3                                              |
| 1931–194   | 362 611                   | 386 865                   | -24 254                                           | 6,3                        | 6,7                        | -0,4                                              |
| 1941–1948  | -149 847                  | 125 000                   | -274 900                                          | -3,7                       | 3,1                        | -6,7                                              |
| 1948–1955  | 471 050                   | …                         | …                                                 | 10,0                       | …                          | …                                                 |
| 1956–1965  | 508 300                   | 481 487                   | 26 800                                            | 7,8                        | 7,4                        | 0,4                                               |
| 1966–1976  | 788 773                   | 715 423                   | 73 350                                            | 10,1                       | 9,2                        | 0,9                                               |
| 1977–1985  | 415 612                   | 374 422                   | 41 190                                            | 6,3                        | 5,7                        | 0,6                                               |
| 1985–1989  | 117 792                   | 140 782                   | -22 990                                           | 3,7                        | 4,4                        | -0,7                                              |
| 1989–1991  | -310 320                  | 41 030                    | -351 350                                          | -15,7                      | 2,1                        | -17,8                                             |
| 1992–1995  | -76 387                   | -34 355                   | -42 032                                           | -2,8                       | -1,3                       | -1,5                                              |

A 19. század első felében Erdély népességének 62,3% volt román és csupán 23,3%-a magyar anyanyelvű, az 1869-es népszámlálás azonban már 24,9% magyar nyelvűt mutatott ki és csak 59% románt. 1910-ig a magyar anyanyelvűek részaránya tovább nőtt 25,9%-ra, míg a román nyelvűek részaránya 53,8%-ra mérséklődőtt, ami a kivándorlásnak, és főleg az asszimilációs folyamatoknak volt betudható: főleg a városokban és vonzáskörzetükben a román és német lakosság gyors asszimilálása indult meg. Számszerűleg meghatározva ebben az időszakban a magyarok száma 180-200 ezer fővel gyarapodott, míg a románok 130-150 ezer főt vesztettek. A magyarok aránya jelentősen az egykori Temes és Torontál vármegyékben nőtt (8%-ról 16,6%-ra), valamint Arad megyében (23%-ról 29%-ra), Kolozs vármegyében (33,2%-ról 38,9%-ra), Szatmár és Ugocsa vármegyékben (44,4%-ról 55,1%-ra). A legjelentősebb növekedés azon megyékben történt, melyekhez a híres erdélyi bányavidékek tartoztak: Szörény vármegye (1,9%-ról 7,2%-ra), Hunyad megye (5,1%-ról 15,5%-ra). A Székelyföld égető gazdasági és szociális válságára utal viszont, hogy az akkori ország peremvidékén elhelyezkedő magyar nyelvterületen, Csík, Háromszék és Udvarhely vármegyékben a magyar lakosság számbeli növekedésének üteme vándorlási veszteségei következtében messze elmaradt még az erdélyi átlagtól is.
Az 1910. évi népszámlálás idején tapasztalható etnodemográfiai viszonyok az első világháborút követően jelentősen átrendeződtek. 1918 és 1920 között 154 ezren telepedtek át Magyarországra, így a román katonai összeírás időpontjában a magyarok száma 1,5 millió körül lehetett. Az összeírás azonban a feltételezhető számnál több mint 200 ezerrel kevesebb magyar nemzetiségűt regisztrált. Ez a hiány elsősorban a határ menti megyékben és a kiemelt migrációs központokban volt számottevő. Ez a felmérés lebonyolítói politikai nézeteinek és nemzetállami törekvéseinek számára írható. Az 1920-as hivatalos népszámlálás már hűen tükrözi a népességi viszonyokat, az 1910-es népszámláláshoz képest a rögzített nemzetiségi arányok lényegesen nem változtak: Erdélyben 57% románt jegyeztek fel és 25% magyart.
A természetes szaporulat értékei az 1930-as évek elejéig fokozatosan és gyors ütemben csökkentek, ami elsősorban a születések számának tudható be, hiszen a migrációs statisztikát figyelembe véve, a ki- és bevándorlók egyenlege -8700 fő, ami azonban nem tekinthető reális számnak, mivel a nyilvántartásokban csak a magyar nemzetiségűek szerepelnek, a magyar anyanyelvű más nemzetiségekhez tartozók (pl. zsidók, svábok) nem. Az 1923-as emigrációs statisztika (Statistică emigrărilor din România 1923) legalább 60 ezer főre teszi a kivándorolt magyarok számát. Részben ezzel is okolható, hogy az 1930-as népszámlálás során mindössze 80 ezer magyar nyelvűvel és mindössze 55 ezer magyar nemzetiségűvel több lelket számoltak össze. Ez messze elmaradt a statisztikusok által várt 1,6 millió magyar anyanyelvűnél. 1910-ben egyébként a vitatott identitású csoportokhoz tartozók (az izraelita, ortodox és görögkatolikus felekezet magyar anyanyelvű hívei, valamint a szatmárvidéki elmagyarosodott svábok) együttes létszáma 264,1 ezer volt, vagyis nagyjából annyi, amennyivel kevesebb magyar nemzetiségűt talált az 1930. évi népszámlálás a fentebb becsült 1,6 milliós számnál. Közülük 127,2 ezren csak magyarul tudtak, míg – az anyanyelvükként beszélt magyar mellett – a vallásfelekezetük alapján feltételezhető eredeti nemzetiségük nyelvét 114,5 ezren ismerték. Ez utóbbi csoport létszáma nagyjából egyezik az 1,6 millióból az anyanyelvi felvétel szerint hiányzó értékkel.
Az 1931-1941-es időszakban a magyar nemzetiségű lakosok természetes szaporulatának üteme folyamatosan csökkent és a románokhoz viszonyított elmaradás is jelentősen megnőtt. Az 1901-1910 közötti időszakhoz képest a természetes szaporulat értéke kevesebb mint felére, azaz 5,5 ezrelékre zuhant, míg a románok körében csupán 1 ezrelékpontnyi volt a veszteség. A második bécsi döntés értelmében kettészakított Erdélyben különbözőképpen alakultak a demográfiai mutatók. Az 1941-es észak-erdélyi népszámlálás lényegében a Trianon előtti nemzetiségi viszonyokat rekonstruálta, ebben nagy szerepet játszottak az Erdély kettészakítása miatt áttelepülő tömegek: Dél-Erdélyből áttelepülő magyarok, valamint az Észak-Erdélyből kivándorolt románok, valamint a Magyarországról történő betelepítések, magyar negyedek, városrészek kiépítése az etnikai arányok gyors módosítására (pl. Beszterce, Nagybánya). Székelyföldön erőszakos magyarosítások is lezajlottak, a görögkatolikus vallásúakat több helyen kötelezték római-katolikus hit felvételére, és a népszámláláson magyar nemzetiség bevallására.
A nemzetiségek alakulása Észak-illetve Dél-Erdélyben (ezer fő)
| Főbb etnikumok                        | A népesség száma | A népesség száma | Tényleges                     | Természetes                   | A tényleges és természetes szaporodás különbözete |
| Főbb etnikumok                        | 1930-ban         | 1941-ben         | népszaporodás vagy fogyás (-) | népszaporodás vagy fogyás (-) | A tényleges és természetes szaporodás különbözete |
| a) Észak-Erdélyben anyanyelv szerint  |                  |                  |                               |                               |                                                   |
| Összesen                              | 2393,3           | 2578,1           | 184,8                         | 234,2                         | -49,4                                             |
| Magyar                                | 1007,2           | 1344,0           | 336,8                         | 80,0                          | 256,8                                             |
| Román                                 | 1165,8           | 1068,7           | -97,1                         | 138,0                         | -235,1                                            |
| Német                                 | 59,7             | 47,3             | -12,4                         | 1,5                           | -13,9                                             |
| Jiddis                                | 99,6             | 48,5             | -51,1                         | 3,5                           | -54,6                                             |
| Egyéb                                 | 61,0             | 69,6             | 8,6                           | 11,2                          | -2,6                                              |
| b) Észak-Erdélyben nemzetiség szerint |                  |                  |                               |                               |                                                   |
| Összesen                              | 2393,3           | 2578,1           | 184,8                         | 234,2                         | -49,4                                             |
| Magyar                                | 912,5            | 1380,5           | 468,0                         | 62,0                          | 406,0                                             |
| Román                                 | 1176,9           | 1029,0           | -147,9                        | 146,0                         | -293,9                                            |
| Német                                 | 68,3             | 44,6             | -23,7                         | 4,2                           | -27,9                                             |
| Zsidó                                 | 138,8            | 47,4             | -91,4                         | 10,0                          | -101,4                                            |
| Egyéb                                 | 96,8             | 76,6             | -20,2                         | 12,0                          | -32,2                                             |
| c) Dél-Erdélyben nemzetiség szerint   |                  |                  |                               |                               |                                                   |
| Összesen                              | 3155,0           | 3332,9           | 177,9                         | 152,7                         | 25,2                                              |
| Magyar                                | 440,7            | 363,2            | -77,5                         | 21,1                          | -98,6                                             |
| Román                                 | 2031,0           | 2274,6           | 243,6                         | 110,2                         | 133,4                                             |
| Német                                 | 475,6            | 490,6            | 15,0                          | 13,3                          | 1,7                                               |
| Egyéb                                 | 207,7            | 204,5            | -3,2                          | 8,1c                          | -11,3                                             |

A második világháború népességi vesztesége az 1941-es és 1948-as népszámlálási adatok szerint 275 600 fő volt, ami az összes etnikum veszteségét jelenti. A náci haláltáborokban elpusztított észak-erdélyi zsidók száma – háromnegyedük magyar anyanyelvű lehetett – 130-140 ezerre becsülhető. További 100 ezerre tehető azoknak a németeknek a száma, akik a visszavonuló hitleri csapatokkal elmenekültek és 90–100 ezerre azoké a németeké, akiket a román kormány a háborús károk helyreállítására munkaerőként a Szovjetunióba küldött. Az egymást követő hullámokban Erdélyt végleg elhagyó magyarok számát különböző források ugyancsak 100–125 ezerre teszik. E veszteségek összege nagyobb, mint a fenti, mérleg-módszer eredményezte szám, vagyis a népesség egy más része tekintélyes – a katonai veszteségek ismeretének híján azonban pontosan nem számszerűsíthető – vándorlási nyereséget mondhat magáénak. Ez a többlet nyilvánvalóan a románok sorait gyarapította és jelentős mértékben járult hozzá számuk – anyanyelv szerint becsült – 400 ezer fős tényleges növekedéséhez, aminek következtében a román népesség addig szinte stagnáló számaránya 9 százalékponttal emelkedett és az 1948. évi népszámlálás időpontjában elérte a lakosság kétharmadát. Az erdélyi magyarok száma ez idő alatt 1743,8 ezerről 1481,9 ezerre zuhant vissza. A több mint 260 ezres különbözet, valamint a két népszámlálás közötti időszak természetes szaporulata adja az erdélyi magyarok teljes népességhiányát, amely a frontokon és a hadifogságban elpusztultakat, a deportálások, a harci cselekmények és a megtorlások polgári áldozatait, az eltűnteket, valamint az országot végleg elhagyókat foglalja magában. E hiányból különböző források alapján csupán a menekültek és expatriáltak, illetőleg az elhurcoltak számára lehet következtetni, amely a fentiek alapján összesen 200 ezer főt tett ki.
Az 1948-1956-os időszakban az anyanyelvi arányok nagyon keveset változtak, a magyarok száma 137 000 fővel, míg a románok száma 339 800 fővel gyarapodott. Az éves gyarapodás ütemét tekintve a magyarok 11 ezreléke felülmúlta a románok 10,8 ezrelékét.
Az etnikai átrendeződés az 1956-os népszámlálást követően következett be.
1965-ben, amikor a születésgyakoriság Romániában a rendkívül alacsony 14,6 ezrelékes értékre, Erdélyben pedig 14,2 ezrelékre süllyedt, a magyar nők élveszüléseinek számaránya Erdélyben 12,8 ezrelék, míg a román nőké ugyanott 14,5 ezrelék volt. A magyar nők szüléseinek számaránya tehát mindössze 1,4 ezrelékponttal volt kisebb az erdélyi, illetőleg 1,7 ezrelékponttal alacsonyabb a román átlagnál. Ebben az évben – az anya nemzetisége után számítva – a 20 812 magyar újszülöttből 20 675, azaz az országban született magyar csecsemőknek a 99,3 százaléka Erdélyben látott napvilágot. A következő tizenegy év során a magyar családokban világra hozott újszülöttek száma hozzávetőlegesen 336 ezer volt, akik közül az előbbi arányt feltételezve 333,5 ezer születhetett az erdélyi megyékben. Ez a két népszámlálás végeredményének középarányosához viszonyítva – az erdélyi átlag hoz közelítve – évi 18,8 ezrelékes natalitásnak felel meg. Ez idő alatt a magyar nemzetiségűek 93,6 ezer lélekkel gyarapodtak Erdélyben, ami éves átlagban 5,3 ezrelékes növekedést jelent.
A magyarok 1966–1977 közötti nyers élveszületési mutatószámaiból és tényleges gyarapodásuk 5,3 ezrelékes átlagából egyszerű aritmetikai számítással 13,5 ezrelékes, vagyis az erdélyi átlagnál 3,3 ezrelékponttal magasabb halálozási arányszám következik, ez az eredmény azonban valószínűtlen. A magyar többségű, illetve a magyarok által magas számban lakott megyék 1966–1985 közti népmozgalmi adatai alapján az feltételezhető, hogy az erdélyi magyarok lassan átlag alá süllyedő születési arányszámaihoz az átlagot közelítő, esetleg kicsivel meg is haladó halálozási mutatók járultak. A magyarok természetes népmozgalmának vizsgálatára 1989 után kerülhetett sor: e szerint halálozásuk arányszáma 1992-ben országosan 14,8 ezrelékre nőtt, születéseiké pedig mindössze 9 ezreléket ért el. E riasztó jelzés ugyan hatásosan dokumentálja a népesedési átmenet nemzetiségi egyenlőtlenségének drámai kifejletét, ám ebből különösebben határozott következtetések nem vonhatók le.
Érdekes adat, hogy az erősen kritizált 1977-es népszámlálás csupán 1651,3 ezer magyar „nemzetiségű és anyanyelvű” személyről adott számot, vagyis alig 93 ezerrel – az anyanyelv szerinti értékhez képest pedig mindössze 35 ezerrel – több magyar létezését ismerte el Erdélyben, mint amennyit ugyanott az 1956. évi népszámlálás huszonegy évvel korábban kimutatott. Részben ennek köszönhető, hogy ez idő tájt a legkülönbözőbb becslések kaptak lábra az erdélyi – és általában a romániai – magyarok létszámát illetően. Az általános népesedési trendek alapján és egyházi kimutatásokat is figyelembe véve a nyolcvanas években – a nagyarányú kivándorlás, a menekülések, és a természetes fogyatkozás kezdete előtt – a magyarok számát többnyire 2–2,2 millióban valószínűsítették.
Az 1992-es népszámlálás eredményei azonban már fogyást mutattak ki a magyar nemzetiségűek körében, a közel 90 ezres hiányra csupán részben ad magyarázatot a kivándorlás. A román belügyminisztérium kimutatásai szerint 1977 óta 63 ezer magyar hagyta el Romániát, azonban ez sem indokolja, hogy a természetes szaporulat miért nem ellensúlyozta a migrációs veszteségeket. A bukaresti statisztikai hivatal az 1977-es népszámlálás adataira támaszkodva 3,4 ezrelékes szaporulatot tekintve, 1988-ban 1753,2 ezer főben állapította meg a romániai magyarok létszámát. Ha ezt a hivatalosan megállapított értéket az 1988–1991-ben kivándoroltak 40,3 ezres, illetve a számon nem tartott illegális emigráció vélhető további 35 ezres hiányával csökkentjük, még akkor is mintegy 1680 ezer magyart kellett volna az 1992. évi népszámlálásnak Romániában találnia. Az összeírás azonban mindössze 1625 ezer magyar nemzetiségű román állampolgárt regisztrált. Bár a népesség természetes növekedését Romániában is fogyás váltotta fel és e fordulat a magyarok soraiban alighanem már valamivel korábban bekövetkezett, nem valószínű, hogy a romániai magyaroknak az 1980-as évek végéig felhalmozott népességi nyeresége a népszámlálásig eltelt pár esztendő alatt elenyészett volna. A romániai magyarok népszámlálási száma mindezeket figyelembe véve legkevesebb félszázezerrel kisebb a természetes és mechanikus népmozgások figyelembevételével az 1977. évi népszámlálás alapján számíthatónál. E hiány az előző népesség-számbavételtől eltérő bevallásoknak, azaz az asszimilációs (illetőleg reasszimilációs) elmozdulásoknak tulajdonítható; egyharmada valószínűleg a német, illetve a cigány, kétharmada pedig a román nemzetiségűek számát gyarapította.
Az összes népesség, valamint a románok és a magyarok tényleges népszaporodása, illetve fogyása (-) Erdélyben 1948–1992 között
| Időszak   | Összesen     | Román        | Magyar       | Összesen                   | Román                      | Magyar                     |
| Időszak   | Szám szerint | Szám szerint | Szám szerint | Éves átlagban ezer lélekre | Éves átlagban ezer lélekre | Éves átlagban ezer lélekre |
| 1948–1956 | 483 766      | 339 785      | 137 008      | 10,00                      | 10,8                       | 11,0                       |
| 1956–1966 | 503 734      | 520 951      | 39 136       | 7,7                        | 12,0                       | 2,5                        |
| 1966–1977 | 780 674      | 644 414      | 93 610       | 10,2                       | 12,2                       | 5,3                        |
| 1977–1992 | 223 084      | 480 296      | -87 125      | 1,9                        | 5,9                        | -3,5                       |

A 2002-es népszámlálási adatok Románia népességének drasztikus csökkenését mutatták ki nem csak a magyar hanem a román nemzetiségűek soraiban is.
A népesség tényleges és természetes fogyása, valamint a két érték különbsége Romániában, az 1992. és 2002. évi népszámlálás között (ezer fő)
|           | A népesség száma | A népesség száma               | Tényleges fogyás               | Természetes fogyás             | A tényleges és természetes fogyás különbözete |
| 1992.I.7. | 2002.III.18.     | 1992.I.7 – 2002.III.18. között | 1992.I.7 – 2002.III.18. között | 1992.I.7 – 2002.III.18. között |                                               |
| Románia   | 22.810,1         | 21.698,2                       | -1.111,9                       | -300,0                         | -811,9                                        |
| Regát     | 15.086,8         | 14.472,5                       | -614,3                         | -165,0                         | -449,3                                        |
| Erdély    | 7.723,3          | 7.225,7                        | -497,6                         | -135,0b                        | -362,6                                        |

A népesség e nagyarányú csökkenését nem a természetes fogyás okozta, hanem a kivándorlás, ami abból a szempontból is érdekes, hogy a népszámlálás által kimutatott mintegy 800 000 fős migrációs hiánnyal szemben a minisztériumi kimutatások szerint 178 800 hagyták el 1992-2000 között hivatalosan az országot. A romániai magyarok hiányát az 1992. évi népszámláláshoz viszonyítva a természetes fogyás és a kivándorlás okozta. A migrációs hiány talán nagyobb súllyal esik latba, ám míg a természetes fogyás minden értelemben valóságos veszteségnek vehető, az előbbi nem teljesen az, hiszen jelentős hányadában mozgásban lévő (ámbár részben a végleges távozás útjára lépett) tömeget takar. A természetes fogyás és a vándorlási hiány nagyrészt kiadja a tényleges fogyás összegét, az így számítható viszonylag szerény asszimilációs veszteség tehát csak alárendelt szerepet játszik a magyar nemzetiségűek számbeli fogyatkozásában. A nemzetközi vándormozgásokat számon tartó hivatalos romániai, sőt a magyarországi nyilvántartások is azt mutatják, hogy a hiányzóknak csak kisebbik hányada a szó szoros értelmében vett – új hazájában honosságot nyert – kivándorló. Hasonló nagyságú lehet a szülőföldjüktől végleg el nem szakadt, de törvényesített formában hosszabb-rövidebb ideje külföldön élő személyek köre, míg a harmadik csoportot a kiterjedt fél- vagy illegális migráció résztvevői alkotják.

### A csángó népesség

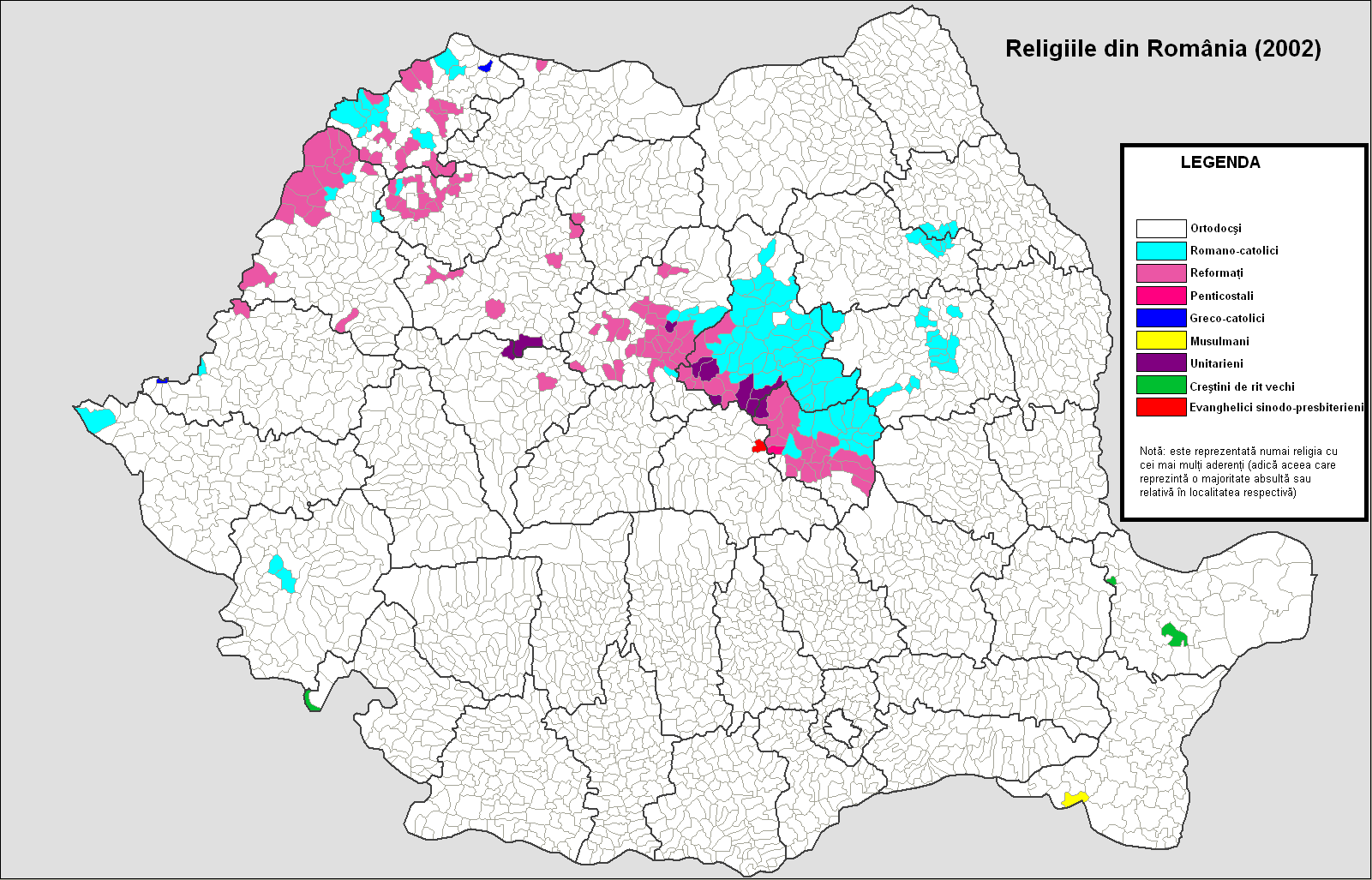
Románia vallási térképe. A térkép az adott területen abszolút vagy relatív többséget képező vallási közösséget jelöli: ciklámennel a reformátusokat, világoskékkel a római katolikusokat, lilával az unitáriusokat, pirossal az evangélikusokat, sötétkékkel pedig a görögkatolikusokat

### Felekezeti megoszlás

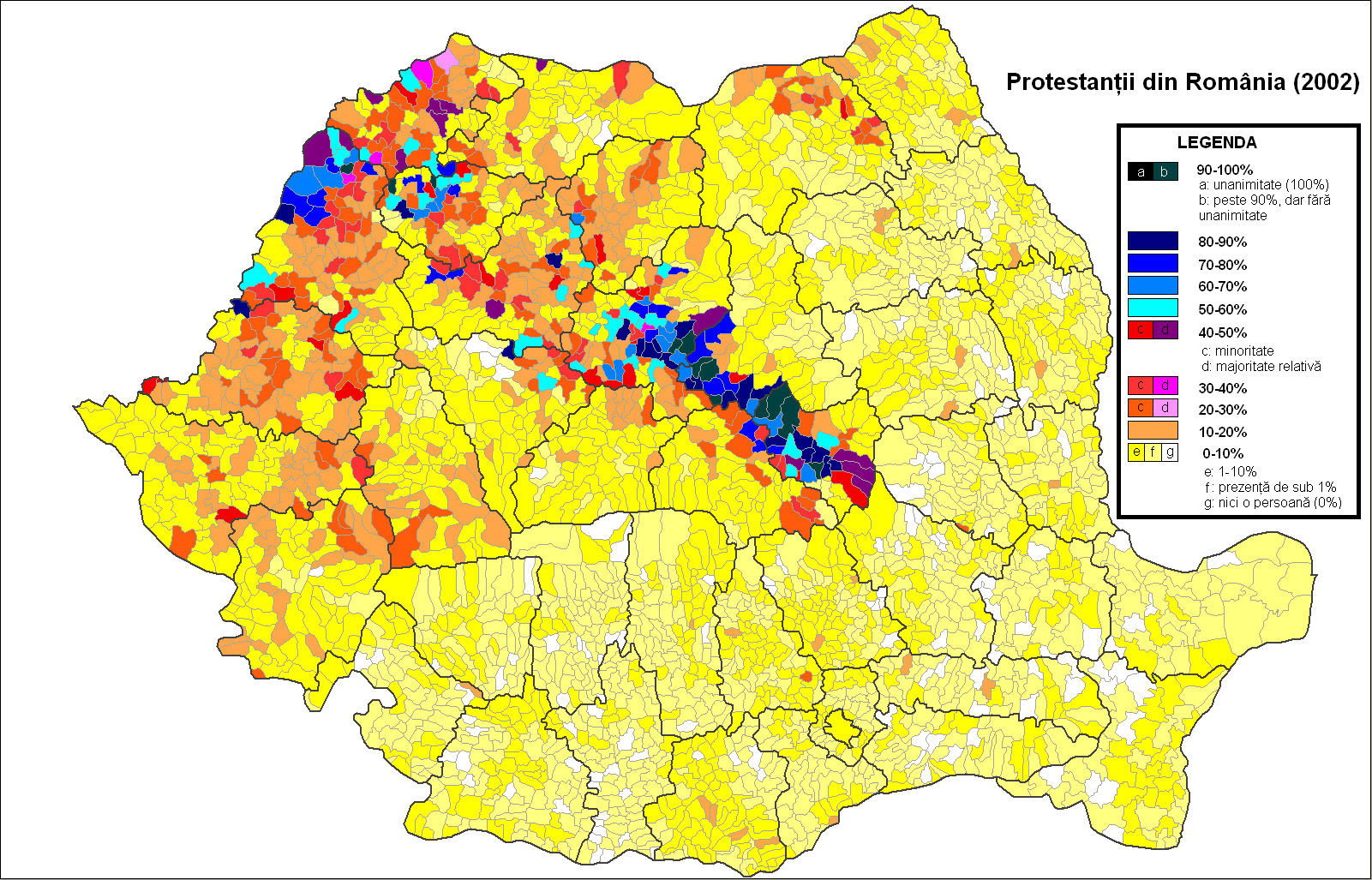
Protestánsok

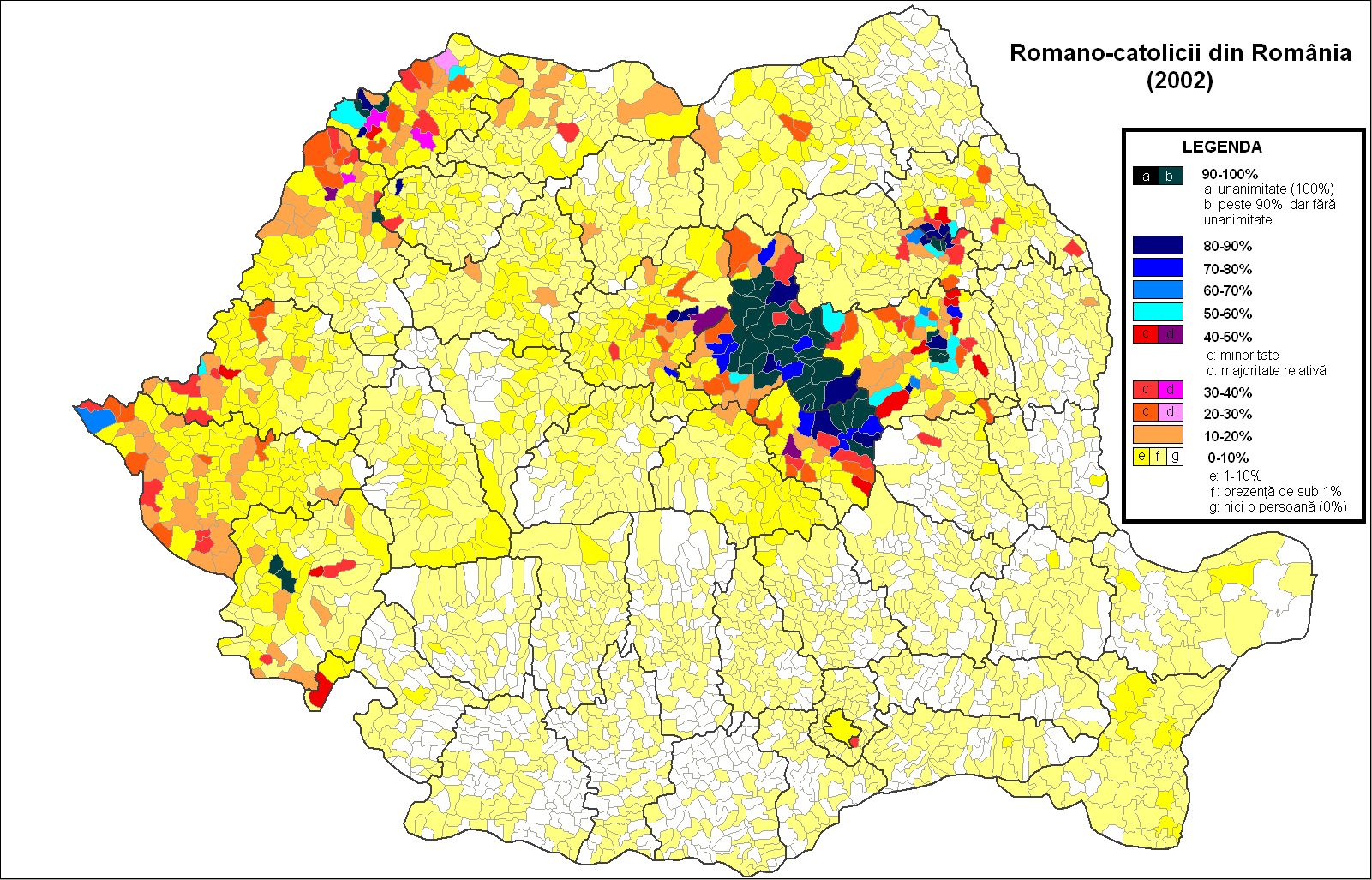
Római katolikusok

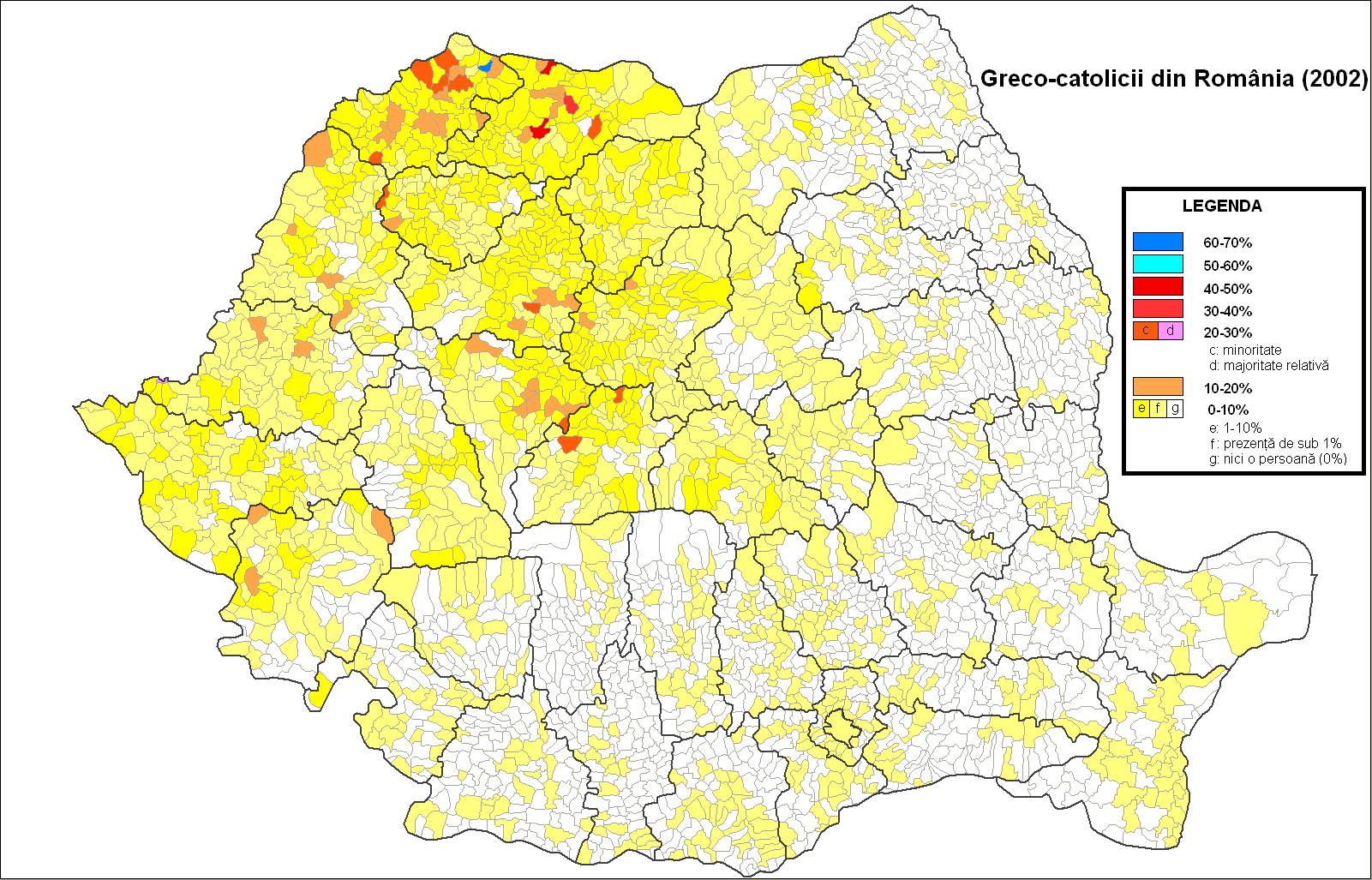
Görögkatolikusok

A romániai magyarok hagyományosan a magyar történelmi egyházakhoz, illetve azok önállósult romániai utódegyházaihoz tartoznak. A legnagyobb számban a következő egyházak tömörítenek magyar ajkú híveket: Romániai református egyház, Romániai katolikus egyház, Erdélyi Unitárius Egyház, Romániai Evangélikus-Lutheránus Egyház, Romániai Magyar Baptista Gyülekezetek Szövetsége (a Romániai Baptista Egyházon belül működő, jelentős autonómiával bíró részegyház).
A romániai magyarok megközelítőleg egyenlő arányban oszlanak meg a protestáns és katolikus egyházak között, de enyhén protestáns többségű. A különböző történelmi és néprajzi régiókat különböző vallásgyakorlat és szokások jellemzik:
- A történelmi Erdélyben a magyarok hagyományosan protestáns többségűek, ami a katolikus Habsburgokkal szembehelyezkedő erdélyi fejedelmek korára vezethető vissza. Ez alól csak a Székelyföld kiterjedt katolikus vidékei képeznek kivételt.
  - A Mezőségen, Kalotaszegen, illetve a részben legalábbis sokszor Erdélyhez (máskor részben vagy egészében a Partiumhoz) sorolt Szilágyságban a magyarok elsöprő többsége református vallású, akárcsak Észak- és Dél-Erdély szórványmagyarjai. Szintén református többségű a Székelyföld észak- és délnyugati része, illetve a közép-nyugati részek egyes települései is (a három nagy tömböt unitárius többségű területek választják el egymástól, keleten pedig a katolikus székelység határolja).
  - Római katolikus többségű a történelmi Székelyföld közép- és északkeleti része (a legnagyobb arányban Csík, Kászon, Gyergyó és a Gyimesek vidéke).
  - Unitáriusok a Székelyföldön élnek jelentős számban, de többséget csak a Székelyföld egyes közép- és délnyugati településein, illetve a mai Kolozs és Fehér megye területén elhelyezkedő Aranyosszék magyar falvaiban képeznek.
  - A barcasági magyarok hagyományosan evangélikusok. A magyar evangélikusok valaha többségben voltak a barcasági csángó falvakban (beleértve a hétfalusi csángókat is), ma azonban már csak egyetlen romániai községben, Apácán képeznek többséget.
- A partiumi magyarok szintén protestáns többségűek, de itt már jóval nagyobb területeken található katolikus lakosság is. A protestáns egyházak közül itt csak a református egyház képez jelentősebb felekezeti közösségeket, unitáriusok szinte egyáltalán nem, evangélikusok pedig csak kis számban élnek a Partiumban.
  - A reformátusok a Szilágyság területén alkotják a legjelentősebb többséget a magyarokon belül (a Szilágy megyei magyarok 85%-a református), de többséget képeznek Biharban és Szatmárban is.
  - A római katolikusok jelentős többséget képeznek a szatmári svábok elmagyarosodott falvaiban, de a délnyugati részek (Arad és környéke) magyar lakosságán belül is. Jelentős közösségek élnek a mai Szatmár és Bihar megyék területén, illetve a mai Máramaros megye területén is (melynek egy része a történelmi Szatmárhoz, Szilágysághoz, illetve Ugocsához tartozik).
  - A Partiumban él a romániai görögkatolikus magyarok elsöprő többsége is (ők többnyire elmagyarosodott románok, ruszinok, délszláv menekültek és görög kereskedők leszármazottai). Legnagyobb részük a mai Szatmár megye területén él.
- A bánsági magyarok jellemzően katolikus többségűek, akárcsak az itt élő, részben elmagyarosodott bánsági svábok.
- A történelmi Máramaros magyar lakosságán belül szintén a katolikusok képeznek enyhe többséget. Számukat tovább növelik a javarészt szintén elmagyarosodott cipszerek.
- Moldvában a csángók elsöprő többsége római katolikus vallású. Közülük ma már nagyon kevesen vallják magukat magyar nemzetiségűnek, de negyedük ma is magyarul beszél. A vallásgyakorlás nyelve ugyanakkor, a jászvásári püspökök több évtizedes elrománosító egyházpolitikájának következtében is, kizárólag a román (mára már a magyar nyelvű énekek és imák is kiszorultak a moldvai katolikus templomokból, a püspökség kizárólag a gyónást engedélyezi anyanyelven, illetve temetések alkalmával megtűrik a magyar nyelvű énekeket is). Ha a csángók „rejtőzködő” magyar ajkú csoportjait is a romániai magyarokhoz számoljuk, a romániai magyar katolikusság száma megközelíti a protestánsokét.

A vegyesházasságok következtében ma közel 30 000 magyar nemzetiségű román ortodox is él az országban, de magyar nyelvű misézést nem biztosít nekik az egyház. Romániában ma egyetlen magyar nemzetiségű, két nyelven miséző román ortodox pap tevékenykedik: a magyarországi származású Lukács Róbert, aki a mindössze ötfős, erősen elmagyarosodott backamadarasi ortodox közösség lelkipásztora. Az 1989-es romániai forradalom előtt számos magyar nyelvű ortodox közösség működött az országban, a Román görögkatolikus egyház felszámolása, és a Román ortodox egyház keretei közé való kényszerítése folytán. Ebben az időszakban a magyar görögkatolikusok is ortodoxnak számítottak, papjaikat ortodox teológiákon képezték, a rendszerváltozás után azonban gyülekezeteikkel együtt visszatértek a katolikus egyházhoz, mellyel titokban folyamatos kapcsolatot tartottak fenn. Papjaikat azóta Magyarországon taníttatják, de gyülekezeteik a Román görögkatolikus egyház részét képezik.
A Román Statisztikai Hivatal adatai alapján a romániai magyarok felekezeti megoszlása a következő:
| A romániai magyarok felekezeti megoszlása                                   |                    |                    |                                          |                                 |                                             |                                                                 |
| Egyház                                                                      | Hívek összlétszáma | Magyar hívek száma | Magyarok aránya az összes hívőt tekintve | Hívek aránya a magyarokon belül | Hívek aránya az ország összlakosságán belül | Elterjedtsége                                                   |
| Romániai református egyház                                                  | 701 077            | 665 343            | 94,9%                                    | 46,5%                           | 3,23%                                       | Partium, Szilágyság, Kalotaszeg, Mezőség, Székelyföld, szórvány |
| Romániai katolikus egyház (római és örmény katolikusok)                     | 1 026 429          | 587 033            | 57,2%                                    | 41%                             | 4,7%                                        | Partium, Bánság, Székelyföld, Csángóföld                        |
| Erdélyi Unitárius Egyház                                                    | 66.944             | 64.987             | 97%                                      | 4,5%                            | 0,3%                                        | Székelyföld                                                     |
| Román ortodox egyház                                                        | 18 817 975         | 28 287             | 0,2%                                     | 2%                              | 86,8%                                       | nagyobb városok, szórvány                                       |
| Román görögkatolikus egyház                                                 | 191 556            | 19 645             | 10,3%                                    | 1,4%                            | 0,9%                                        | Partium                                                         |
| Romániai Evangélikus-Lutheránus Egyház                                      | 27 112             | 15 205             | 56%                                      | 1,1%                            | 0,12%                                       | Barcaság                                                        |
| Romániai Baptista Egyház (Romániai Magyar Baptista Gyülekezetek Szövetsége) | 126639             | 12963              | 10,2%                                    | 0,9%                            | 0,6%                                        | kisebbségben, szerte a magyarlakta területeken                  |

## Politika, közigazgatás

### Politikai pártok
- Erdélyi Magyar Szövetség (EMSZ)
- Magyar Polgári Erő (MPE)[16]
- Romániai Magyar Demokrata Szövetség (RMDSZ)

### Megszűnt pártok
- Erdélyi Magyar Néppárt (EMNP)
- Magyar Polgári Párt (MPP)

## Kapcsolódó szócikk
- Románia népessége